# Ústí nad Labem
Ústí nad Labem (německy doslova „Aussig an der Elbe“; německý název města je ale pouze Aussig [dříve psáno Außig]) je statutární město na severu Čech, centrum Ústeckého kraje. Leží na soutoku řek Labe a Bíliny mezi Českým středohořím a Krušnými horami. Žije zde přibližně 91 tisíc obyvatel a je součástí půlmilionové severočeské aglomerace. Ústí nad Labem je univerzitním městem s průmyslovou tradicí a sportovním zázemím, důležitým železničním a silničním uzlem. Leží 90 kilometrů severozápadně od Prahy, 180 kilometrů severovýchodně od Plzně, 130 kilometrů východně od Karlových Varů, 95 kilometrů jihozápadně od Liberce a 65 kilometrů jihovýchodně od německých Drážďan.

## Název
Název byl patrně, vzhledem k poloze na soutoku dvou řek, odvozen ze staročeského slova ustie (ústí). V německém jazyce se používá nejméně od 15. století název Aussig an der Elbe. Město bylo většinu své existence převážně německojazyčné.
V latinských zápisech je doložen z roku 1368 (v zápisech pražských benediktinů u sv. Jiří) název Vsk super Albium. V nadpisu Městské knihy soudní a pamětní, založené roku 1438 v rámci obnovy města 12 let po dobytí husity a vedené do roku 1514, byl užit název Austia super Albea. Pamětní kniha byla psaná nejprve latinsky, od roku 1440 některé zápisy též německy a roku 1474 se objevuje čeština, která kolem roku 1490 převážila. V nadpise knihy testamentů vedené v letech 1504–1585 se město označuje Ausigh super Albea, zápisy se střídají také ve třech jazycích, zpočátku převažuje čeština.
V hornolužické srbštině se používá název Wusće.

## Historie

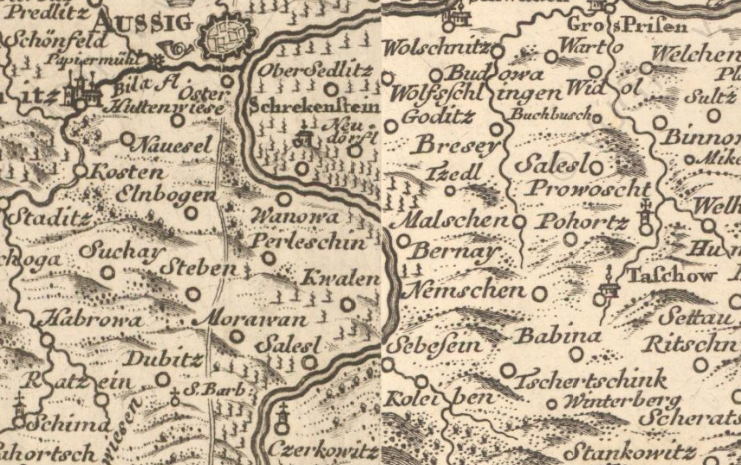
Ústecko na Müllerově mapě Čech, 1720

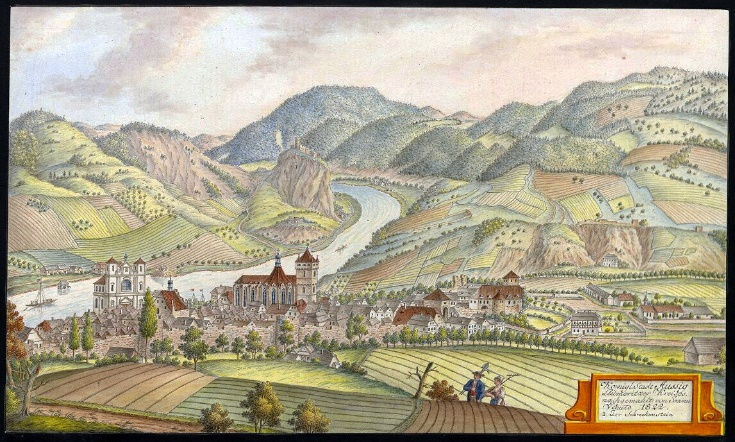
Pohled na Ústí a hrad Střekov, kresba Johanna Venuta, 1822

Středověká epocha města vystupuje nejstarší písemnou zmínkou z 10. století, že zde byla osada s tímto jménem, která sloužila jako celnice kontrolující pro české panovníky labský obchod. Zakladateli pozdějšího města byli němečtí kolonisté, které pozvali do české země čeští králové ve 13. století. K založení královského města Ústí nad Labem došlo mezi léty 1233 až 1249. Je to zmíněno v listině krále Václava I. v roce 1249. Byl zde vybudován původní hrad (poslední záznam o jeho existenci je ještě v roce 1283) a podhradí. Jeho funkci celnice ovšem na začátku 14. století převzal hrad Střekov. Oblastí s nejstarší historickou tradicí je okolí nedaleké obce Stadice ležící v údolí řeky Bíliny. Český kronikář Kosmas sem přisuzuje děj pověsti o zrodu Přemyslovců. Podle jeho vyprávění byl právě zde bájný Přemysl Oráč vyzván, aby opustil svůj pluh, oženil se s kněžnou Libuší a usedl na knížecí stolec. Přemyslovci Čechám vládli přibližně od roku 800 až do roku 1306. Přemysl Otakar II. povýšil Ústí na město, pravděpodobně v polovině 13. století. Výsady, které město dostalo od svého zakladatele, potvrdil a rozšířil Jan Lucemburský. Město se řídilo magdeburským právem, mělo svobodné právo plavby i právo mílové.
V historických dokumentech se také vyskytují názvy prvních dodnes existujících ulic. Hrnčířskou ulici již písaři zmiňují v roce 1402. Druhou písemně doloženou ulicí je Dlouhá, zmíněná v roce 1443. Během husitských válek bylo město obsazené míšeňským markrabětem obléháno husity a boje vyvrcholily v létě 1426 bitvou v místech, kterému se od té doby říká Na Běhání. Jak název napovídá, německá vojska byla poražena. Poté se vlády v Ústí ujal Jakoubek z Vřesovic. Dobové kroniky uvádějí, že vítězové nechali dál pokojně žít místní německy mluvící obyvatelstvo. Na rozdíl od řady jiných královských měst Ústí nezískalo během husitských válek žádné pozemky a prestiž města v následujícím období poklesla. O rozsáhlosti městské výstavby se dochoval první soupis nemovitosti na konci 15. století. Bylo zde 203 domů a 39 domů na předměstí, 3 mlýny a jedna lázeň. Ve městě žilo okolo 1200 obyvatel. Výrazným vizuálním prvkem byly také vinice rozkládající se na okolních svazích. Vrcholného rozvoje dosáhlo město v druhé polovině 16. a v prvém desetiletí 17. století. Díky tomu, že se nezúčastnilo nezdařeného povstání proti Ferdinandovi I. roku 1547, nebylo potrestáno a domohlo se alespoň relativní hospodářské prosperity. Od druhé poloviny 16. století dochází v Ústí především v důsledku imigrace obyvatelstva k značnému posílení německého živlu, který postupně převládl. Čelným představitelem této doby se stal purkmistr Jan Arnošt Schösser. Tento vzdělaný muž se zásadně podepsal na vzhledu města.
Třicetiletá válka, během níž se Ústí stalo sedmkrát obětí nejrůznějších tažení, přinesla městu velký úpadek. Ten byl také příčinou vleklé populační krize trvající déle než dvě staletí. V následujících letech zůstalo Ústí nad Labem po dlouhou dobu jen malým zemědělským střediskem s počtem obyvatel nepřesahujícím 2 000 a to až do roku 1830, kdy v důsledku bouřlivého průmyslového rozvoje začala populace neobvykle narůstat. V okolí obcí Chlumec, Přestanov, Stradov, Žandov a Telnice se udála v létě roku 1813 po Slavkovu druhá největší bitva napoleonských válek svedená na rakouském území. 29. a 30. srpna proběhla bitva u Přestanova a Chlumce, následovaná celou řadou místních potyček, které vyvrcholily 16. a 17. září téhož roku bitvou u Varvažova. Tyto události připomíná několik pomníků.

### Rozvoj v 19. století

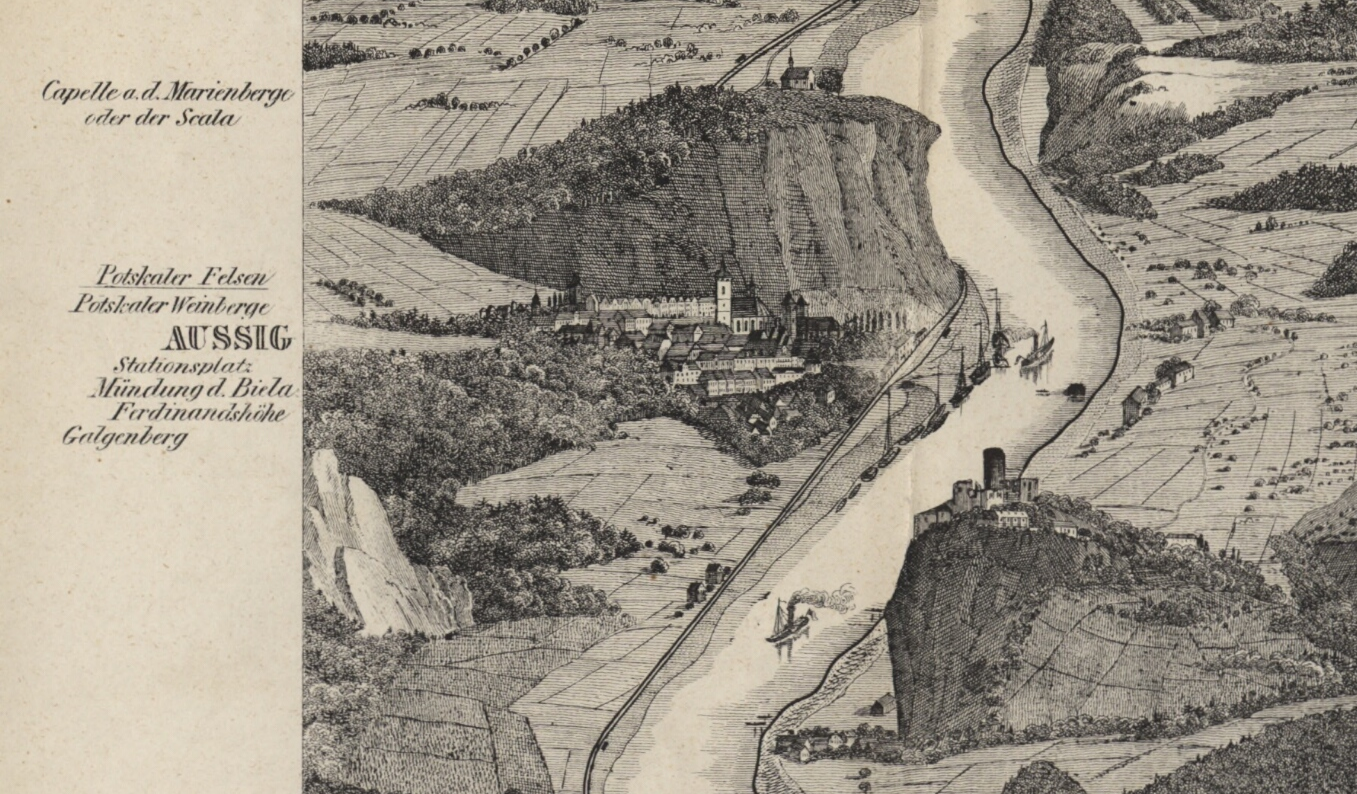
Panoramatický pohled na Ústí nad Labem v roce 1854 – Mariánská skála s (nyní už zbořenou) kaplí P. Marie, Ferdinandova vyhlídka (nyní Větruše, původně Šibeniční vrch), v popředí vpravo zřícenina Střekov

Ekonomický růst přinesl mnohé významné pozitivní změny. V období let 1800 až 1830 bylo po dlouhých desetiletích stagnace postaveno prvních dvacet domů, z nich větší část na Skřivánku, v místech známých jako Uhelný lom (Kohlbruch). Středověké a renesanční městské hradby, jimiž bylo Ústí nad Labem obehnáno, byly v průběhu čtyřicátých let 19. století zbořeny.
Dobové prameny z těchto let uvádějí, že obyvatelé Ústí se zabývají zemědělstvím, pěstováním vinné révy a okurek, obchodem a dopravou ovoce a uhlí po Labi. Z řemesel a průmyslu je v Ústí zastoupeno tkalcovství, soukenictví, jirchářství, výroba barev, papírny, prýmkařství a drobná domácká výroba, v okolí města je otevřeno na 60 hnědouhelných dolů.
Významnou roli hrál nebývalý rozmach lodní přepravy a lodního stavitelství. Vznikly tu dva přístavy a impulsem pro zahájení pravidelné říční plavby se v květnu roku 1841 stal příjezd parníku Bohemia pod velením britského kapitána J. Rustona. Práce na železnici Praha–Podmokly–Drážďany byly započaty na jaře 1845 a v roce 1851 byla trať dokončena.

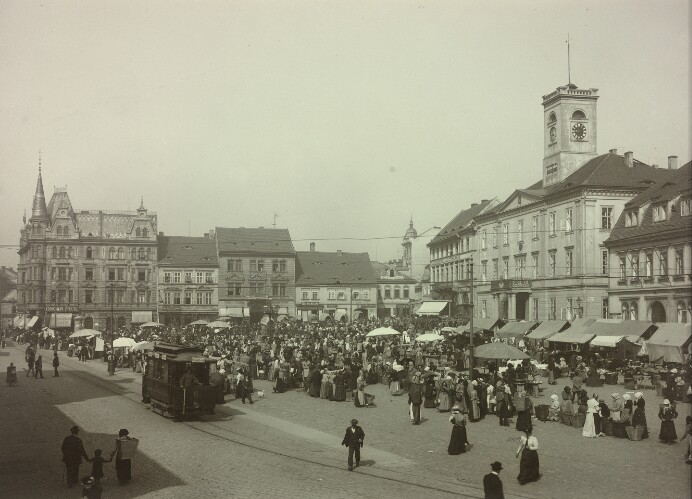
Marktplatz (dnešní Mírové náměstí) v roce 1901

V roce 1860 žilo ve městě 7 950 obyvatel, což je oproti roku 1840 plný čtyřnásobek. V roce 1880, navzdory válce i nezanedbatelným ztrátám způsobených opakovanými epidemiemi cholery, tyfu a černých neštovic, dosahuje zdejší populace již počtu 16 524 osob. V kritickém roce 1873, kdy vrcholila vlna cholery, zemřel ve městě každý patnáctý člověk. V letech epidemií převyšoval počet úmrtí počty narozených, současně ale vždy stoplo přistěhovalectví. V roce 1867 vznikl nový pivovar, v němž se do roku 2011 vyrábělo pivo pod značkou Zlatopramen (původně Aussiger Bier). Na vrcholu první poloviny 19. století zde vyrostla nová dominanta – Větruše. Nápad vystavět na vrcholu s krásnou vyhlídkou výletní restauraci se zrodil v hlavě měšťana Johanna Thomase. Roku 1840 předložil ke schválení projekt mohutné rotundy s názvem Ferdinandova výšina, podle jména tehdejšího císaře. Restaurace byla funkční až do roku 1896, kdy jí vystřídal dodnes stojící výletní zámeček. První most přes Labe, určený pro dopravu silniční i železniční byl zkonstruován roku 1872, město tím získalo spojení na plánovanou Berlínsko-Bagdádskou dráhu a další důležitá místa. Sedm let po dokončení železnice na Prahu byl zahájen provoz na trati do Teplic prodloužené v roce 1870 až do Chomutova. Rok 1874 přinesl městu další důležitou stavbu. Svou trať položila na pravém břehu společnost Severozápadní dráhy. Aby se mohla společnost podílet na lukrativním rozvozu uhlí, musela postavit most přes Labe, aby došlo k napojení na železniční trať na levém břehu řeky. Most zahájil éru sbližování Střekova a Ústí, které vyvrcholilo sloučením obou měst v roce 1939. Most sloužil svému účelu až do roku 1957 a stál zhruba na stejném místě jako současný železniční most. Výhodná železniční i lodní dopravní spojení a snadno dosažitelné zdroje energie v podobě mocných nalezišť hnědého uhlí v těsné blízkosti města, přispěly k jeho rozsáhlé industrializaci. Koncem 19. století předčil ústecký labský přístav objemem přepravovaného zboží dokonce i Terst, do té doby největší v Rakousko-Uhersku a stal se tak nejvýznačnějším přístavem celého mocnářství.
Podle sčítání lidu, provedeného v roce 1910, dosáhla zdejší populace, oproti počátku 19. století, kdy zde žilo jen okolo 2 tisíc obyvatel, počtu téměř 40 tisíc, čímž se po Praze, Plzni, Českých Budějovicích a Liberci přiřadilo k největším městům v Čechách. Ústí nad Labem ale tehdy tvořily jen tři osady: Klíše, Krásné Březno a vlastní město. Její aglomerace nicméně zahrnovala i Bukov, Předlice a Střekov, přičemž v ní k roku 1930 žilo celkem 63 tisíc obyvatel.

### Národnostní krize, druhá světová válka

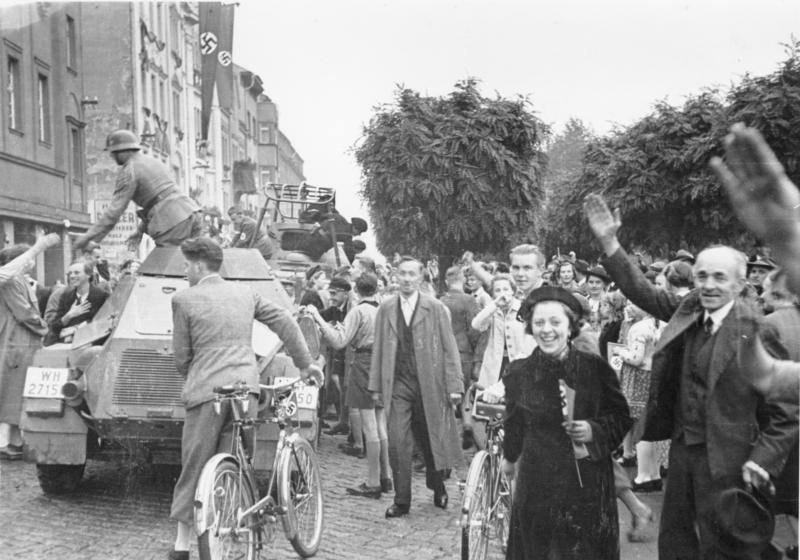
Sympatizující Ústečané vítají v říjnu 1938 vojáky nacistického Německa

Neobyčejná ekonomická prosperita přinášela však i vlivy negativní, vedle znečišťování životního prostředí a zničení většiny historických památek to bylo také vzrůstající vyostřování sociálních a národnostních konfliktů mezi německou a českou menšinovou populací. V květnu 1935, pod vlajkami Sudetoněmecké strany, řečnil v Ústí na náměstí Konrád Henlein a v parlamentních volbách dostala jeho strana ze 23 zúčastněných většinu, z celkového počtu 28 331 hlasů 16 494 (58 %). V rámci budování československého pohraničního opevnění se od léta 1936 počalo v Ústí nad Labem s výstavbou linií objektů lehkého opevnění vzor 36 (podél řeky Bíliny) a později řopíků (podél Labe). Po uzavření Mnichovské dohody bylo město jako součást Sudet 9. října 1938 připojeno k Německé říši. Čeští učitelé museli opustit školy v Sudetech, mnoho Čechů muselo opustit své domovy v tomto území. Bylo vydáno protektorátní nařízení, že čeští učitelé ze Sudet nesmí být přijímáni na jiných školách do služby. Osudy mnoha Čechů ze Sudet, včetně ústeckých, zůstaly neobjasněny.
Ve dnech 17. a 19. dubna 1945 byla pětina městského centra nálety spojeneckých sil takřka srovnána se zemí, což si vyžádalo více než 500 lidských životů. Útoky způsobily citelné zásahy nacistům, došlo ale i na omyly, jejichž civilní oběti se staly vděčným soustem propagandy - té nacistické, i pozdější komunistické.

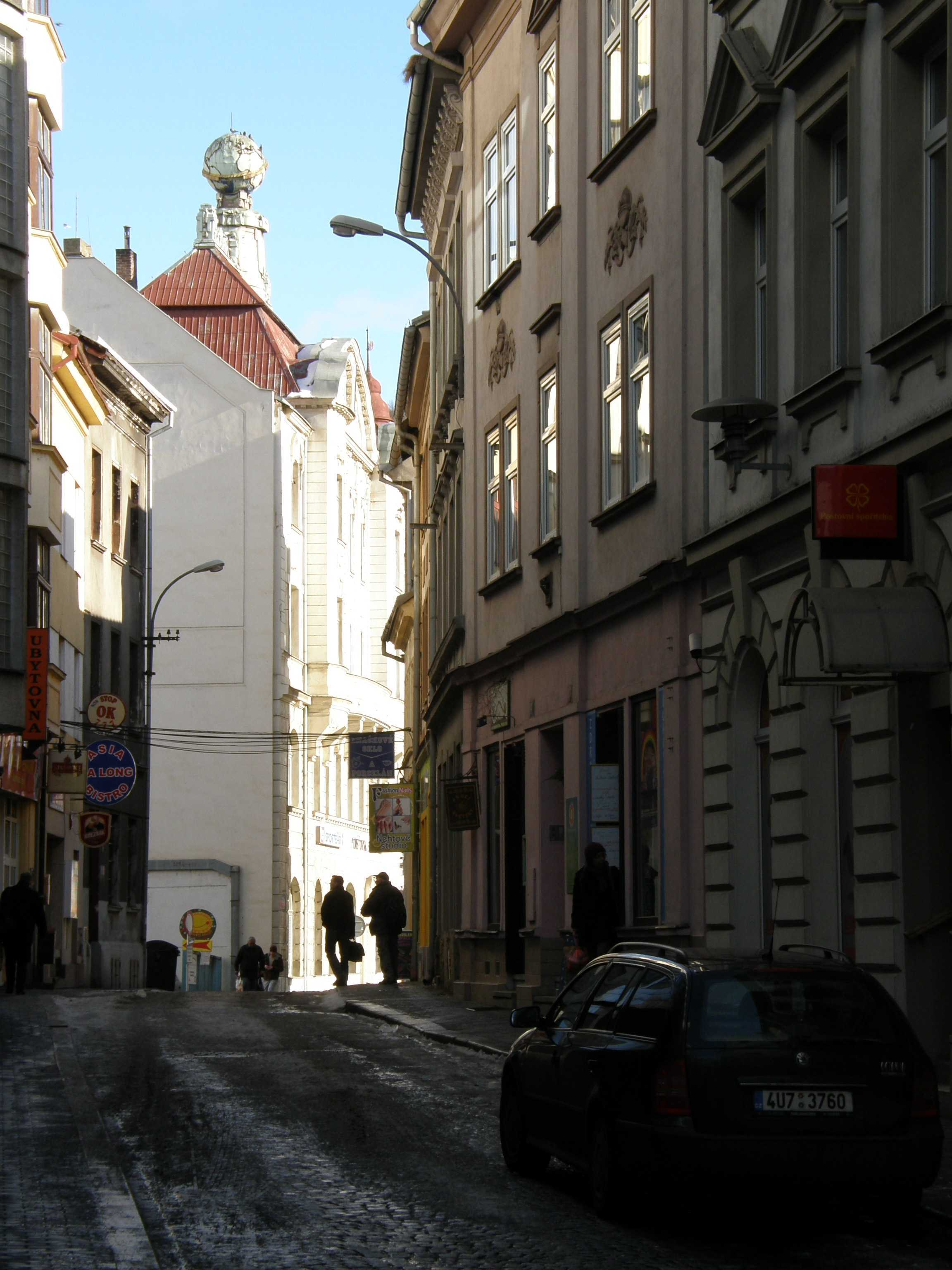
Hradiště – jedna z mála původních ulic v centru města, která unikla válečnému bombardování i plošným demolicím v období socialismu

V období let 1945 až 1948 bylo z regionu vysídleno na 53 000 Němců. Na jejich místa přišli osídlenci z českých zemí, Slovenska, Rumunska a Sovětského svazu. 31. července 1945 se v Ústí odehrál neobjasněný masakr německého obyvatelstva, při kterém bylo zabito asi 80–100 lidí.

### Období socialismu
Po převzetí vlády komunisty se pokračovalo s odstraňováním válečných škod a rozvíjel se těžký průmysl. Na začátku 60. let město přijímá plán komplexní přestavby, který počítá se zbouráním drtivé většiny historické zástavby v centru a nahrazení moderní výstavbou. Ten se poté uplatňuje především v 70. a 80. letech, kdy jsou prováděny rozsáhlé plošné asanace, budují se nové masivní objekty na místech původní zástavby, dopravní stavby a celkově se mění ráz městského jádra. Demolice na Masarykově (v té době Fučíkově) třídě bývá označována za nejrozsáhlejší odstřel v tehdejším Československu. Zároveň se buduje množství sídlišť většinou na vyvýšených místech města z důvodu lepšího stavu ovzduší.

### Po roce 1989
V první polovině devadesátých let rozvoj města stagnoval, Ústí se přes zlepšující se životní podmínky nezbavilo špatné pověsti, potýkalo se s poměrně vysokou nezaměstnaností a vzniklo několik sociálně vyloučených lokalit (např. v Matiční ulici). Zlom přišel až se začátkem nového tisíciletí. Zahájila se masivní přestavba a rekonstrukce centra (mj. oprava Mírového náměstí a přilehlých ulic, hlavního nádraží a okolního prostoru, dostavba proluk vzniklých za války a socialismu), zvýšila se podpora sportu a kultury, organizace Člověk v tísni zahájila program sociální integrace.

## Přírodní poměry

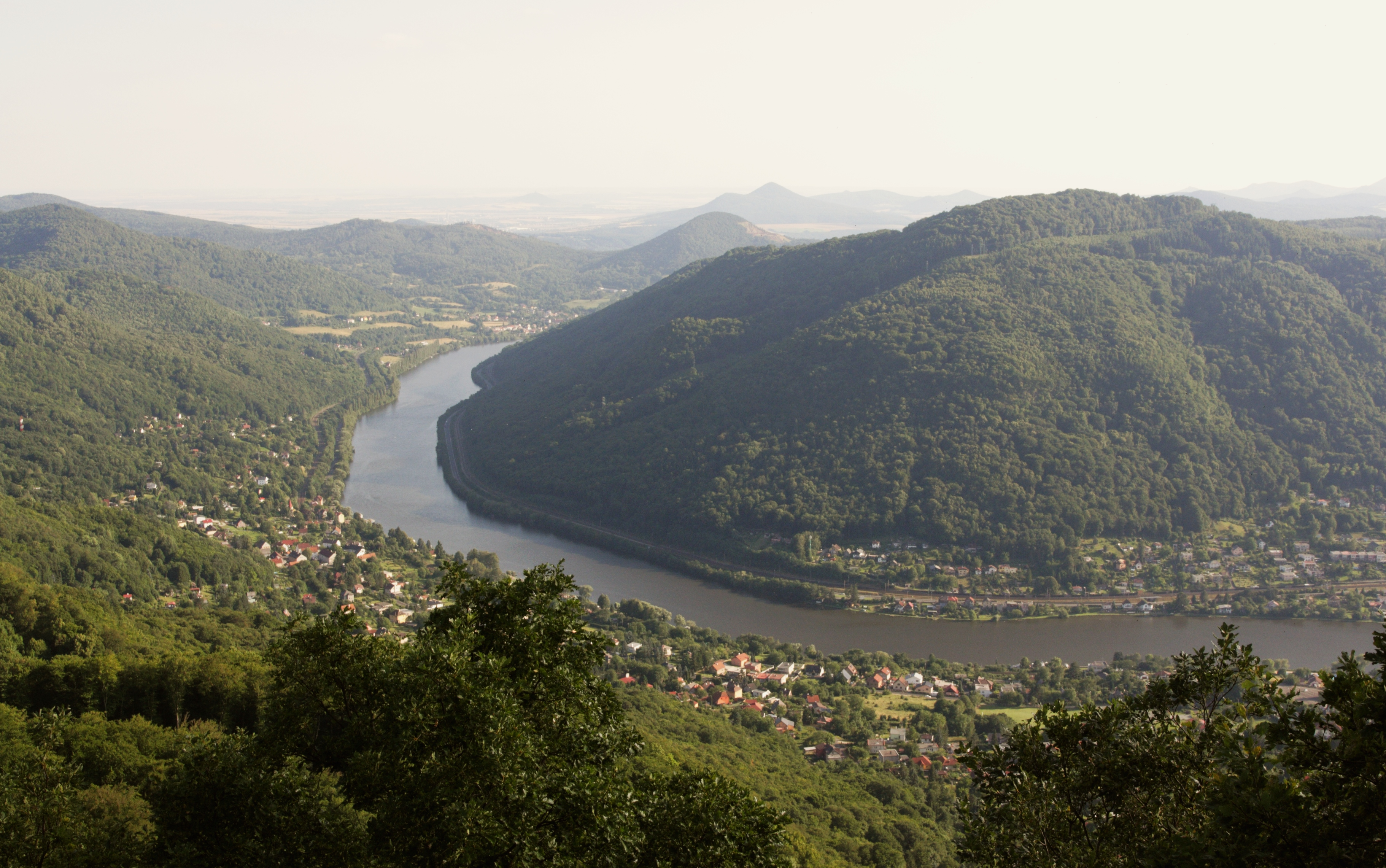
Výhled na Portu Bohemicu z vrchu Vysoký Ostrý

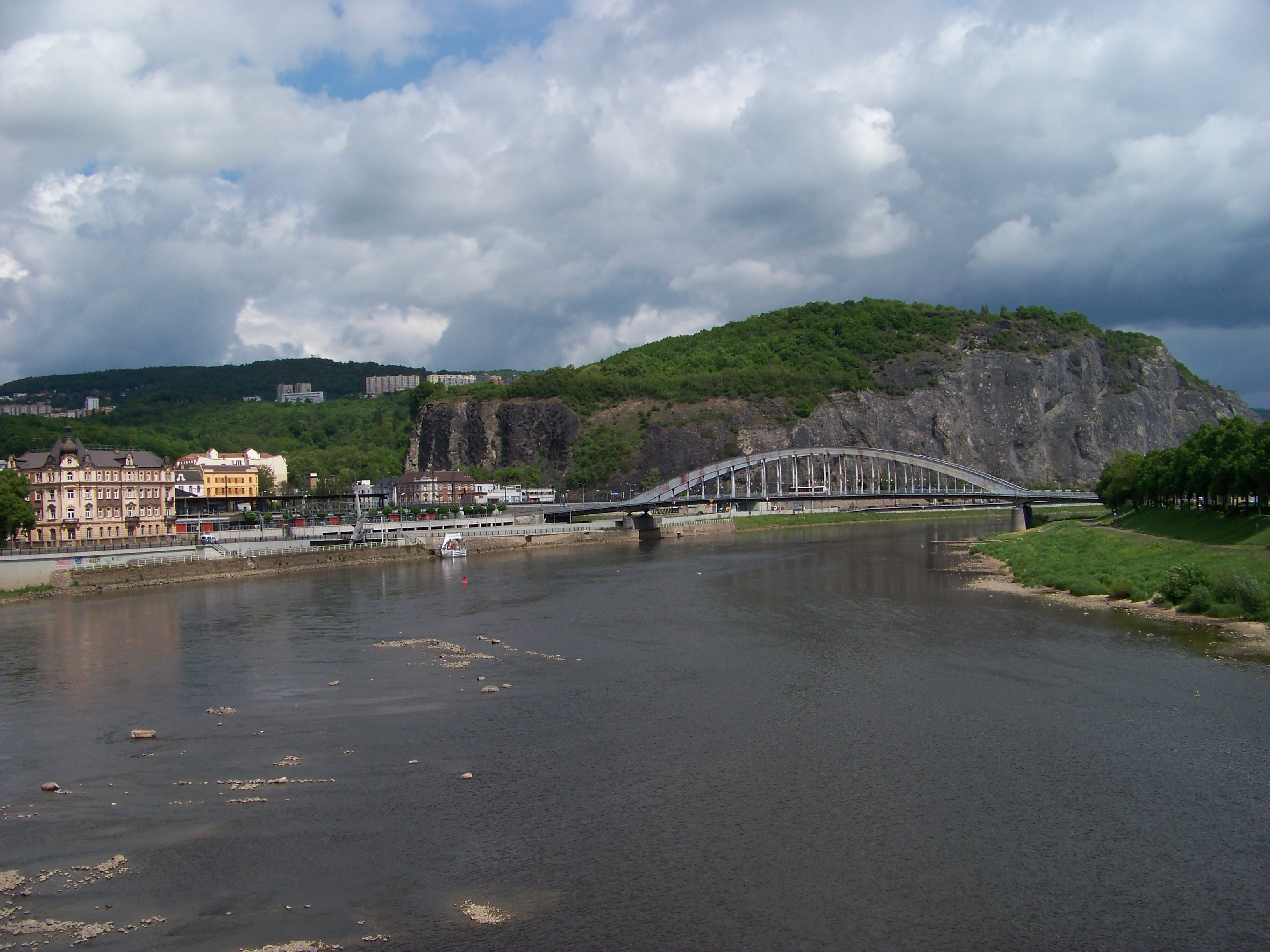
Mariánská skála je dominantou východní části centra města

Ústí nad Labem leží na soutoku řek Labe a Bíliny. Rozkládá se v hlubokém údolí (až 500 m) Labe nazývaném Porta Bohemica a na okolních svazích a vyvýšeninách. Kotlinu ohraničují severní Mariánská a jihovýchodní Střekovská skála, vrchy Větruše na jihu a Sedlo na východě. Četná údolí a rokle s vodopády zde vyhloubilo množství menších potoků ústících do obou řek. Většina území spadá pod Verneřickou část Českého Středohoří, konkrétně pak dle města pojmenovaného Ústeckého středohoří, na jihu sousedí s Litoměřickým a Teplickým středohořím. Vyskytují se zde především vyvřelé horniny jako čediče, tefrity, fonolity a trachyty. Menší západní části města spadají pod Mosteckou pánev a v minulosti se zde těžilo hnědé uhlí. Na severozápad od města se nachází Krušné hory. Nejvyšší hory na jihu města nad Brnou dosahují výšky až 630 m n. m. a nejnižší bod naměřený při hladině Labe má 131 m n. m.
V pískovcové bázi svrchnokřídových sedimentů se v okolí města shromažďují termální vody objevené roku 1888 vrtem v Bystřanech. V letech 1911–1912 byla vyhloubena řada dalších vrtů v západní části města pro některé průmyslové podniky (továrna Wolfrum, sklárna Glasshütte Gesellschaft) a pro městské lázně. Jiný vrt, původně určený jako zdroj pitné vody pro Střekov, byl vyvrtán roku 1930 v Brné, kde se od té doby termální voda využívala k zásobování očistných lázní a plaveckého bazénu. Voda z dalšího vrtu z roku 1977 se využívala pro koupaliště na Klíši. Teplota vody z různých vrtů se pohybuje okolo 30 °C.
Polohy v nížinách města spadají do teplé oblasti, výše položená místa pak k mírné teplé. Rozdílnost teplot bývá někdy viditelná v zimě, kdy jsou horní polohy zasněžené a dolní nikoliv, avšak častým jevem je také teplotní inverze způsobená údolním charakterem části města. Bezvětří zde dosahuje až 60 % v závislosti na konkrétním místě. Obecně platí, že více větrno je ve vyšších polohách města.

### Ochrana životního prostředí
Na území Ústí nad Labem zasahuje celkem šest zvláště chráněných území. Z velkoplošných se jedná o chráněnou krajinnou oblast České středohoří. Maloplošná chráněná území zastupují dvě přírodní památky, a to Divoká rokle v Mojžíři a Loupežnická jeskyně u Svádova, dvě přírodní rezervace, v podobě Kozího vrchu u Mojžíře a Sluneční stráně v Brné, a národní přírodní památka Vrkoč ve Vaňově. Dále na území města roste dohromady 20 památných stromů či jejich seskupení. Druhově se jedná o lípy malolisté (Tilia cordata), lípy velkolisté (Tilia platyphyllos), duby letní (Quercus robur), buk lesní (Fagus sylvatica), jeřáb břek (Sorbus torminalis) a jinan dvoulaločný (Ginkgo biloba).

## Obyvatelstvo

### Počet obyvatel
Podle sčítání 1921 zde žilo v 2 316 domech 39 830 obyvatel, z nichž bylo 20 208 žen. 6 885 obyvatel se hlásilo k československé národnosti, 30 544 k německé a 161 k židovské. Žilo zde 32 123 římských katolíků, 3 387 evangelíků, 83 příslušníků Církve československé husitské a 976 židů. Podle sčítání 1930 zde žilo v 2 981 domech 43 793 obyvatel. 8 735 obyvatel se hlásilo k československé národnosti a 32 878 k německé. Žilo zde 33 002 římských katolíků, 4 195 evangelíků, 472 příslušníků Církve československé husitské a 985 židů.
Po odsunu německého obyvatelstva počet obyvatel vlivem přistěhování setrvale stoupal, v letech 1986–1992 bylo dokonce statisícovým městem (největšího počtu, 106 598 obyvatel, dosáhlo Ústí nad Labem v roce 1990), od té doby ale počet obyvatel klesá. Ústí nad Labem je nicméně centrem severočeské aglomerace, která kromě přilehlých obcí zahrnuje celý pás většiny největších měst v Ústeckém kraji (tzv. Ústecko-chomutovská aglomerace): od Klášterce nad Ohří přes Kadaň, Chomutov, Jirkov, Most, Litvínov, Bílinu, Teplice, Krupku, Ústí nad Labem až po Děčín. Žije v ní přes 500 tisíc obyvatel (v roce 2019 celkem 563 304) a je tak čtvrtou největší aglomerací v Česku. Kromě toho do vlastního města také dojíždí přes 10 tisíc lidí za prací i za studiem.
| Rok            | 1869   | 1880   | 1890   | 1900   | 1910   | 1921   | 1930   | 1950   | 1961   | 1970   | 1980   | 1991    | 2001   | 2011   | 2021   |
| -------------- | ------ | ------ | ------ | ------ | ------ | ------ | ------ | ------ | ------ | ------ | ------ | ------- | ------ | ------ | ------ |
| Počet obyvatel | 10 933 | 16 524 | 23 646 | 37 265 | 39 301 | 39 830 | 43 793 | 56 920 | 65 058 | 72 876 | 88 447 | 100 002 | 95 436 | 93 000 | 89 713 |
| Počet domů     | 2 308  | 2 751  | 3 250  | 3 959  | 4 719  | 5 132  | 6 666  | 7 454  | 6 898  | 7 074  | 7 109  | 7 003   | 7 296  | 8 348  | 8 554  |

### Struktura obyvatelstva

Věková struktura obyvatel obce Ústí nad Labem roku 2011
Rodinný stav obyvatel obce Ústí nad Labem roku 2011
Vzdělání obyvatel obce Ústí nad Labem roku 2011

### Náboženský život

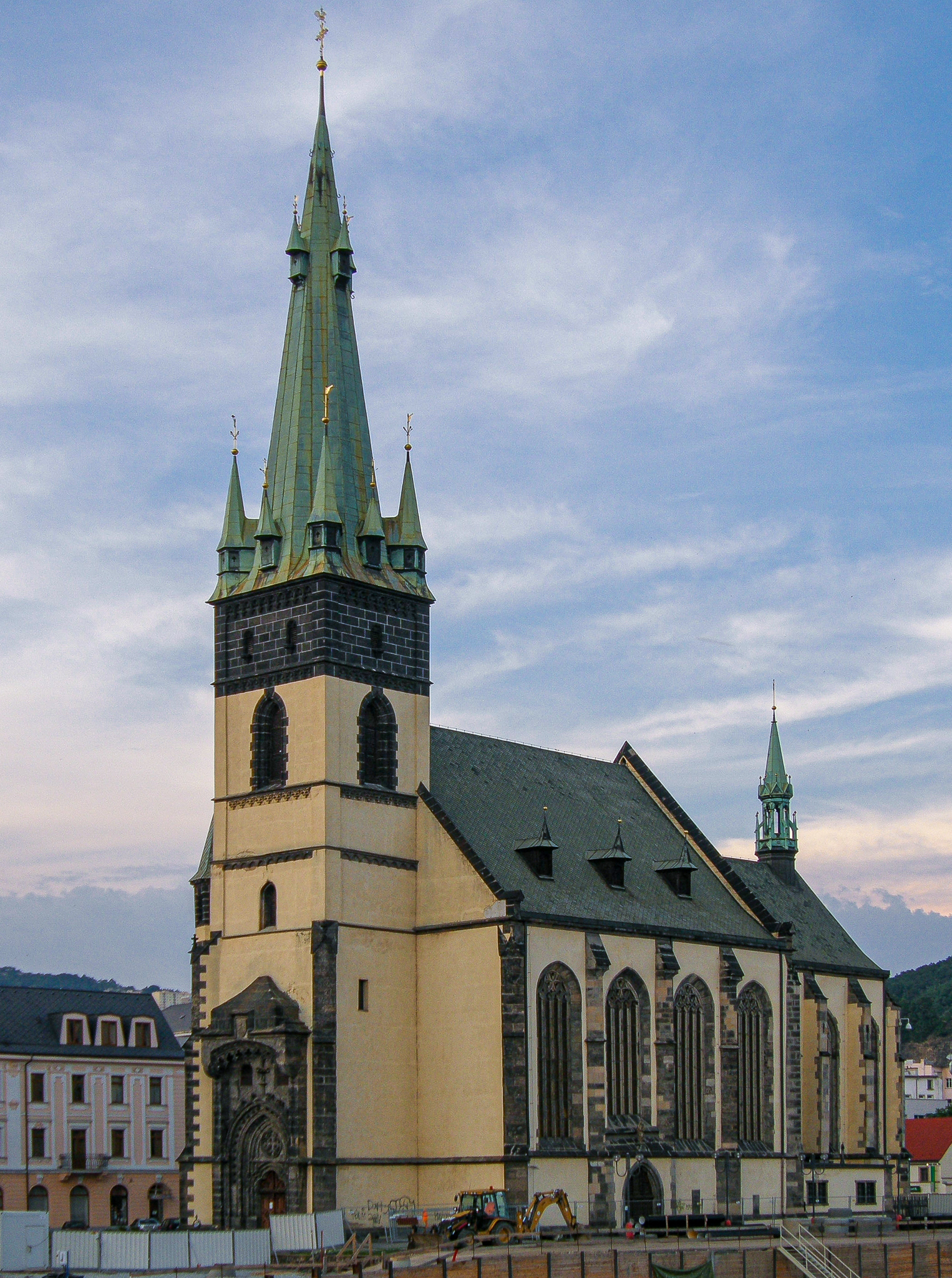
kostel Nanebevzetí Panny Marie

Mezi místní křesťanské komunity patří: Apoštolská církev, Biblické společenství křesťanů, Adventisté sedmého dne, Církev bratrská, Církev československá husitská, Církev víry Milost, Českobratrská církev evangelická - Farní sbor Českobratrské církve evangelické v Ústí nad Labem (součást Ústeckého seniorátu), Křesťanská misie, Nový život, Pravoslavná církev - Eparchie pražská, Římskokatolická církev - arciděkanství Ústí n. L. resp. ústecký vikariát (3 farní obvody - Trmice, Ústí n. L., Střekov; v nich 24 farností), YMCA.

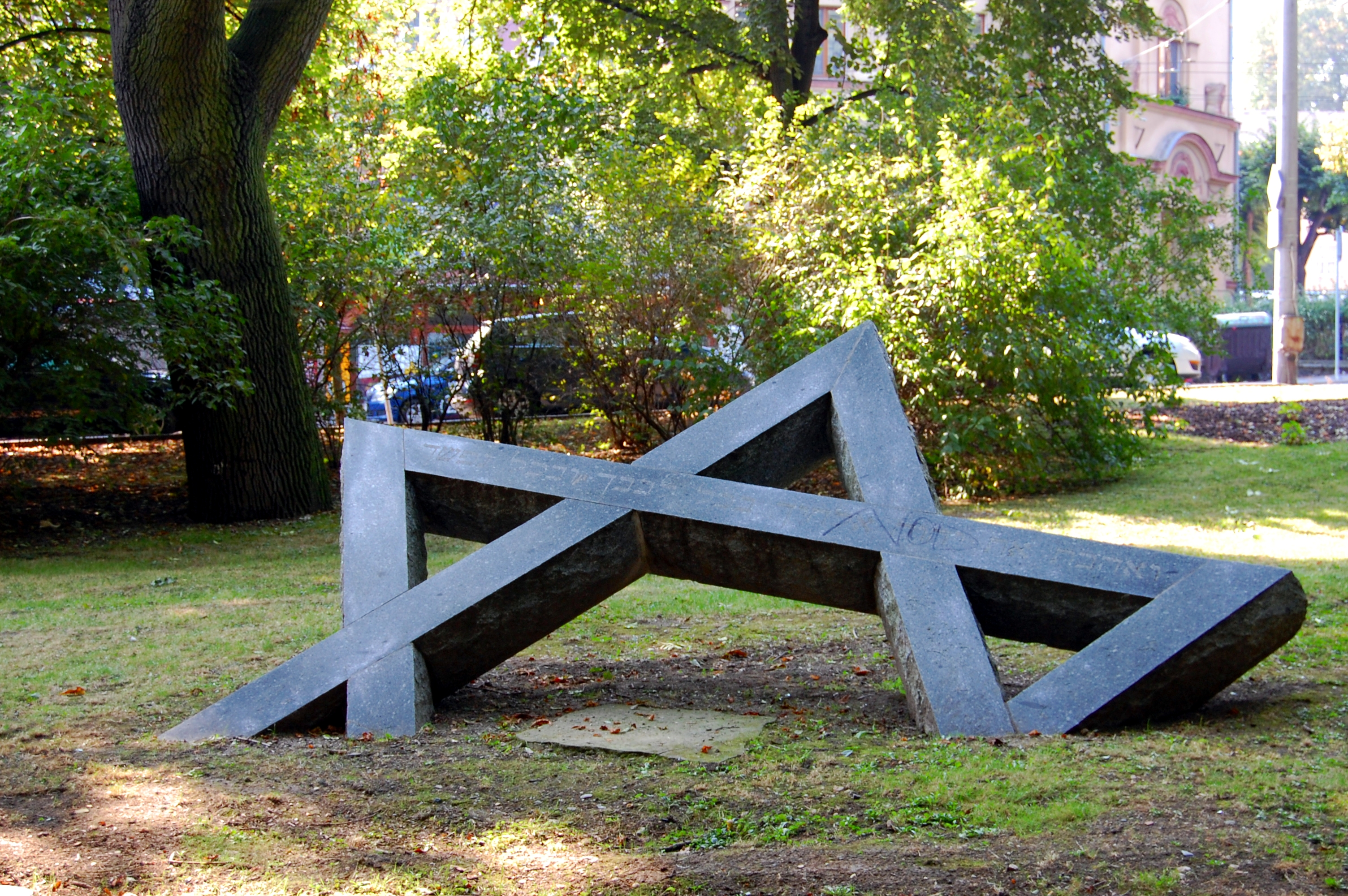
Památník holocaustu zbudovaný roku 2005

Od roku 1848 se ve městě nacházela rovněž židovská komunita. Největšího rozkvětu dosáhla koncem 19. a začátkem 20. století zejména díky přítomnosti dvou význačných rodů Weinmanů a Petschků, které se ve velké míře zasloužily o rozvoj celého města. Pro zdejší komunitu měly dvě po sobě jdoucí diktatury takřka zničující dopad. Část Židů z Ústí emigrovala před 2. světovou válkou, část odešla po odtržení Sudet do vnitrozemí. Náboženská nesnášenlivost však pokračovala i po válce a i z toho důvodu mnoho ze zbývajících ústeckých Židů emigrovalo. Změny v náboženských svobodách nastaly po roce 1989. Náboženská obec v Ústí nad Labem se snaží hlavně zabezpečit poklidné stáří svých členů. Život v obci však upadá, z důvodu absence mladé generace. V roce 2000 měla zdejší obec 50 členů, přičemž jen 17 jich žilo v Ústí nad Labem. V polovině roku 2005 už bylo na obci registrováno pouze 38 členů.

## Členění území

### Připojování a odtržení obcí
První vlna připojování obcí proběhla roku 1939, kdy nacistická samospráva připojila k městu Střekov, Trmice a několik dalších obcí, které se později opět odpojily. Cílem bylo vytvořit takzvané Velké Ústí.
1. února 1949 se osamostatnily jako obce městské čtvrti Hostovice a Stříbrníky. Od 1. července 1960 se Dobětice odtrhly od Ústí a připojily jako osada k obci Stříbrníky. Výstavbou sídliště Bukov urbanisticky splynuly Bukov a Všebořice, což mělo za následek připojení Všebořic k Ústí nad Labem 1. ledna 1963. Z Všebořic přitom bylo vyčleněno Podhoří a připojeno k Úžínu a Střížovice připojeny k Českému Újezdu.
V souvislosti s výstavbou sídlišť na Severní terase byla s účinností od 27. listopadu 1971 osada Kočkov vyčleněna z obce Chuderov a připojena k Ústí nad Labem. Také byly k městu připojeny části katastrů Stříbrníků a Božtěšic.
V souvislosti s likvidací při těžbě uhlí Dolu Antonín Zápotocký byl ke stejnému datu k Ústí nad Labem přičleněn katastr obce Úžín s osadami Podhoří a Roudné, katastr osady Dělouš byl připojen k obci Habrovice. Samotné Podhoří, původně obec, bylo již od roku 1957 osadou Všebořic.
K 1. únoru 1976 byla k Ústí přičleněna obec Tuchomyšl a k 1. květnu 1976 obec Nová Ves s osadou Sedlo, obec Stříbrníky s osadou Dobětice a Český Újezd s osadou Střížovice. Stříbrníky však již dříve byly prakticky spojeny se sídlištěm Skřivánek. Spolu s Doběticemi se staly organickou součástí městského obvodu Severní Terasa. Současně byla provedena drobná úprava hranic katastru Předlic tak, že ulice Na sluníčku s 20 domy a 75 obyvateli byla připojena k obci Hrbovice.
Na základě rozhodnutí plenárního zasedání ONV 26. června 1980 byly s platností od 1. července 1980 k městu připojeny obce Brná nad Labem, Habrovice, Hostovice, Kočkov, Kojetice, Sebuzín, Skorotice, Svádov, Vaňov a od 1. ledna 1981 Božtěšice. Poté mělo Ústí nad Labem 23 částí a počet jeho obyvatel překročil 80 000.
K 1. lednu 1986 byla k Ústí nad Labem připojena města Chabařovice a Neštěmice, obec Chlumec včetně jejich částí a Bánov. Důvodem bylo, že Ústí nad Labem se snažilo dosáhnout limitu 100 000 obyvatel, aby splnilo tehdejší podmínku pro zřízení Národního výboru města Ústí nad Labem.
V roce 1990 se Chabařovice a Chlumec znovu odtrhly, spolu s nimi i Ryjice. Neštěmice však součástí Ústí zůstaly.
V září roku 1991 byl vytvořen samostatný městský obvod Ústí nad Labem-Trmice, do nějž spadala katastrální území Trmice, Koštov, Újezd a Tuchomyšl. Dne 1. ledna 1994 se Trmice spolu s Koštovem a Újezdem na základě referenda oddělily od Ústí (k němuž patřily zhruba od roku 1939). Zaniklá obec Tuchomyšl, na jejímž území je povrchový důl, zůstala v Ústí nad Labem. Evidenčně byla Tuchomyšl připojena k části Všebořice, třebaže s ní nesousedí a je od ní oddělena částí Předlice.

### Historie správního členění
V době, kdy město spravoval podle zákona č. 142/1949 Sb. jednotný národní výbor, který měl zároveň funkci městského národního výboru a zároveň funkci okresního národního výboru. Výkonnými složkami JNV pro jednotlivé části města byly obvodní rady. Plenární zasedání 10. srpna 1949 schválilo zřízení 6 jedenáctičlenných obvodních rad, a to obvodní rady:
- pro vnitřní město a Klíši,
- pro Střekov,
- pro Krásné Březno,
- pro Předlice,
- pro Trmice a
- pro Bukov.

Zřízení obvodních rad schvalovalo ministerstvo vnitra, KNV Ústí dal souhlas k jejich uvedení v činnost ještě před ministerským schválením. Rady začaly fungovat již od listopadu roku 1949 v plném složení, v čele každé rady stál předseda a jeho náměstek. Jednotný národní výbor v Ústí nad Labem skončil svou působnost 17. května 1954, kdy byly odděleny městský národní výbor a okresní národní výbor.
K opětovnému sloučení městské a okresní správy podruhé došlo po volbách roku 1986, a to zákonem České národní rady č. 1/1986 Sb., která Národnímu výboru města Ústí nad Labem svěřila pravomoci ONV a zároveň zrušila dosavadní ONV. Národní výbor města Ústí nad Labem na území města řídil šest obvodních národních výborů a v rámci své kompetence jako ONV byl nadřízeným orgánem deseti MNV v obcích okresu. Podobné postavení okresního národního výboru měly ještě městské národní výbory v Brně, Ostravě a Plzni, kde však území města bylo samostatným okresem. MěstNV v Ústí nad Labem tak byl jediný MěstNV, který měl takovou pravomoc mimo území svého města.
Až podle zákona o obcích č. 367/1990 Sb. byl rehabilitován pojem statutární město a město Ústí nad Labem získalo právo zřizovat své vlastní samosprávné městské části nebo městské obvody, přičemž v duchu své tradice pro tyto celky zvolilo označení „městský obvod“.

### Obvody a části města

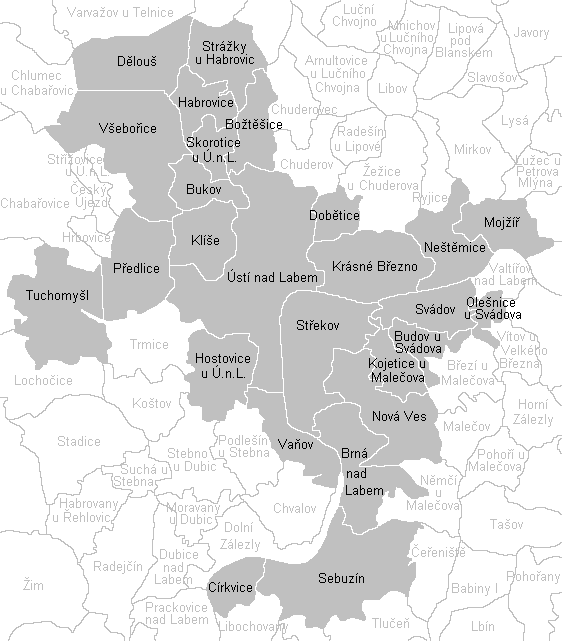
Katastrální území Ústí nad Labem

Evidenčně se město dělí na 22 částí, katastrálně na 26 katastrálních území, samosprávně na čtyři městské obvody. Tři katastrální území (Ústí nad Labem, Bukov a Krásné Březno) jsou rozděleny vždy do dvou městských obvodů). Evidenční části většinou zhruba odpovídají katastrálním územím, pouze katastrální území zaniklého sídla Tuchomyšl je přiřazeno jako exkláva k části Všebořice a katastrální území zaniklého sídla Dělouš je evidenčně přiřazeno z větší části k sousední části Strážky a z menší části k části Všebořice. Evidenční část Severní Terasa má území totožné s městským obvodem Ústí nad Labem-Severní terasa – nemá vlastní původní katastrální území, jádro této části tvoří severovýchodní část katastrálního území Ústí nad Labem, k němuž je připojeno katastrální území Dobětice a malé části katastrálních území Bukov a Krásné Březno. Centrální evidenční část Ústí nad Labem-centrum pak tvoří zbytek katastrálního území Ústí nad Labem, který není součástí části Severní Terasa. K. ú. Budov u Svádova evidenčně patří k části Svádov a k. ú. Nová Ves evidenčně patří k části Střekov.
Městský obvod Ústí nad Labem-město:
- Ústí nad Labem-centrum (část k. ú. Ústí nad Labem zahrnující ZSJ Ústí nad Labem-střed, Ústí nad Labem-u západního nádraží, Sady Bedřicha Smetany, Ke Skřivánku, Hlavní nádraží, Pražská ulice, Větruše, Žižkova, Západní nádraží, Ústí nad Labem-průmyslový obvod, U Bíliny, U polikliniky, Hornická-Stará, Skřivánek, Malátova, Na Nivách II, Klíšská-Solvayova, Univerzitní kampus)
- Božtěšice
- Bukov (celá evidenční část Bukov, kterou tvoří větší část katastrálního území Bukov, zahrnující ZSJ Bukov-střed, Dukelských hrdinů, Pod Střížovickým vrchem, Sídliště Pod Holoměří)
- Habrovice
- Hostovice (k. ú. Hostovice u Ústí nad Labem)
- Klíše
- Předlice
- Skorotice (k. ú. Skorotice u Ústí nad Labem)
- Strážky (k. ú. Strážky u Habrovice a většina k. ú. Dělouš)
- Vaňov
- Všebořice (k. ú. Všebořice, malá část k. ú. Dělouš a jako vzdálená exkláva k. ú. Tuchomyšl)

Městský obvod Ústí nad Labem-Neštěmice:
- Neštěmice
- Krásné Březno (celá evidenční část Krásné Březno, kterou tvoří větší část k. ú. Krásné Březno, zahrnující ZSJ Krásné Březno, Krásné Březno-Nový Svět, Krásné Březno-Pod vyhlídkou, Krásné Březno-průmyslový obvod, Krásné Březno-Přístavní, Krásné Březno-západ, Nad zoologickou zahradou, Neštěmická, V Oblouku-Vojanova)
- Mojžíř

Městský obvod Ústí nad Labem-Severní terasa:
- Severní Terasa (severní část k. ú. Ústí nad Labem zahrnující ZSJ Kočkov, Sídliště Stříbrníky, Mariánský vrch-Hůrka, Ovčárna, Severní Terasa, Severní Terasa-střed, Sídliště Dobětice-západ, dále celé k. ú. Dobětice, malá část k. ú. Bukov zahrnující jen ZSJ Masarykova nemocnice, malá část k. ú. Krásné Březno zahrnující jen ZSJ Nad Březnem)

Městský obvod Ústí nad Labem-Střekov:
- Střekov (k. ú. Střekov a k. ú. Nová Ves)
- Brná (k. ú. Brná nad Labem)
- Církvice
- Kojetice (k. ú. Kojetice u Malešova)
- Olešnice (k. ú. Olešnice u Svádova)
- Sebuzín
- Svádov (k. ú. Svádov a k. ú. Budov u Svádova)

## Správa a politika

### Zastupitelstvo a primátor
Zastupitelstvo statutárního města Ústí nad Labem tvoří 37 členů. K odsouhlasení usnesení zastupitelstva je zapotřebí tedy minimálně 19 hlasů.
V současném zastupitelstvu (2018-2022) je 8 zastupitelských klubů (ANO 2011, PRO! Ústí, UFO, KSČM, Vaše Ústí, SPD, ODS, PRO Zdraví a Sport) a 2 nezařazení zastupitelé.[potřebuje aktualizovat]

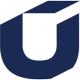
Logo Ústí nad Labem

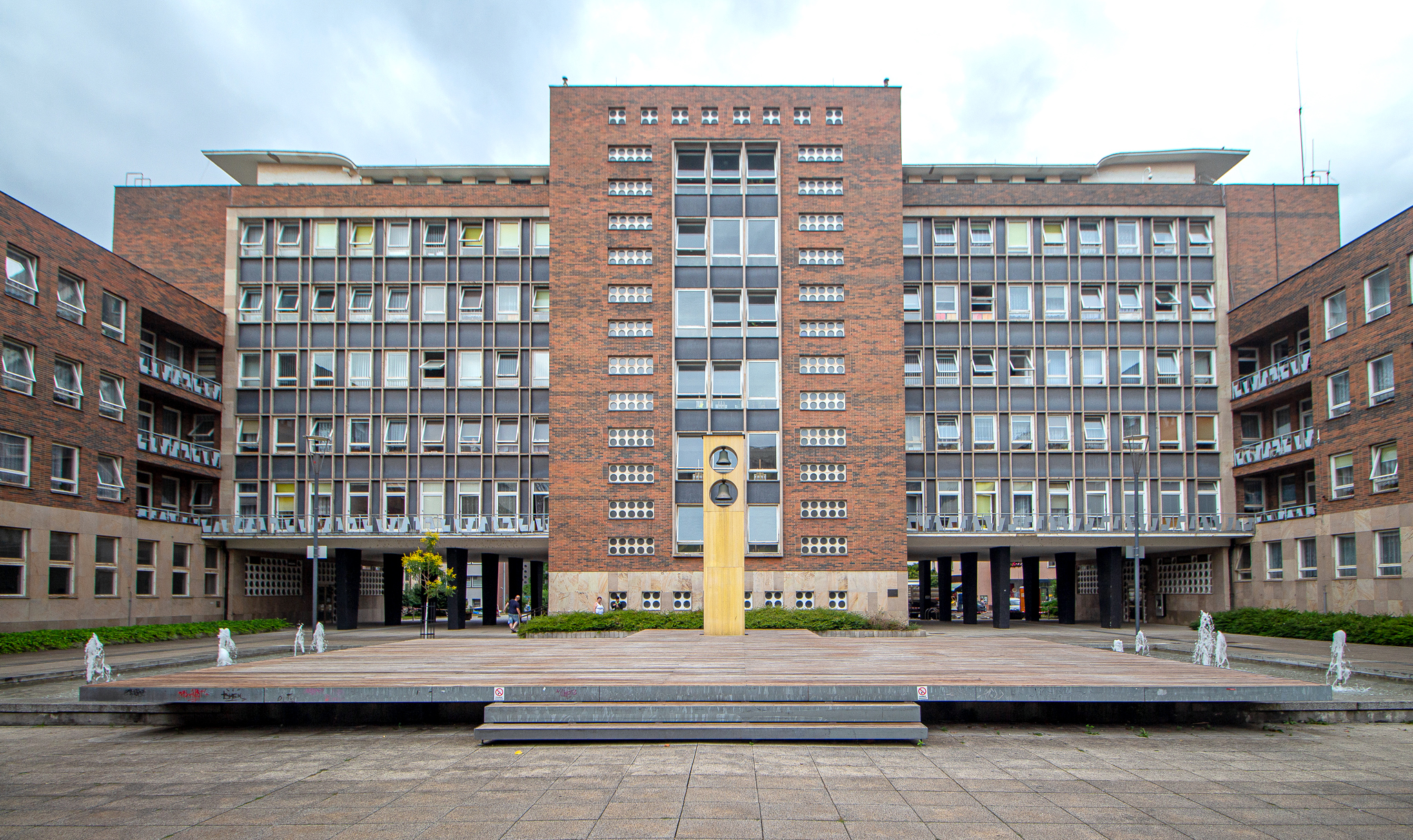
Magistrát města

#### Seznam primátorů
- Pavel Bronec, KSČ (24. červen 1986 – 11. březen 1989)
- Josef Kubice, KSČ (11. březen 1989 – 22. březen 1990)
- Jan Schmidt, ČSSD (22. březen 1990 – 11. prosinec 1990)
- Lukáš Mašín, ODS (11. prosinec 1990 – 5. prosinec 1994)
- Josef Jílek, ODS (5. prosinec 1994 – 6. říjen 1997)
- Ladislav Hruška, ODS (6. říjen 1997 – 16. prosinec 1999)
- Miroslav Pátek, ODS (16. prosinec 1999 – 2002)
- Petr Gandalovič, ODS (2002 – 22. červen 2006)
- Jan Kubata, ODS (22. červen 2006 – 11. listopad 2010)
- Vít Mandík, ČSSD (11. listopad 2010 – 10. listopad 2014)
- Josef Zikmund, nestraník (zvolen za ANO) (10. listopad 2014 – 24. červen 2015)
- Věra Nechybová, UFO (zvolena za ANO jako náhradník) (24. června 2015 – 19. listopadu 2018)
- Petr Nedvědický, ANO (od 19. listopadu 2018)

### Justice
Působí zde okresní soud i soud krajský, jehož obvod odpovídá Severočeskému kraji.

### Městské symboly
Vlajka byla statutárnímu městu udělena rozhodnutím předsedy Poslanecké sněmovny Parlamentu České republiky dne 21. září 2005.

## Hospodářství

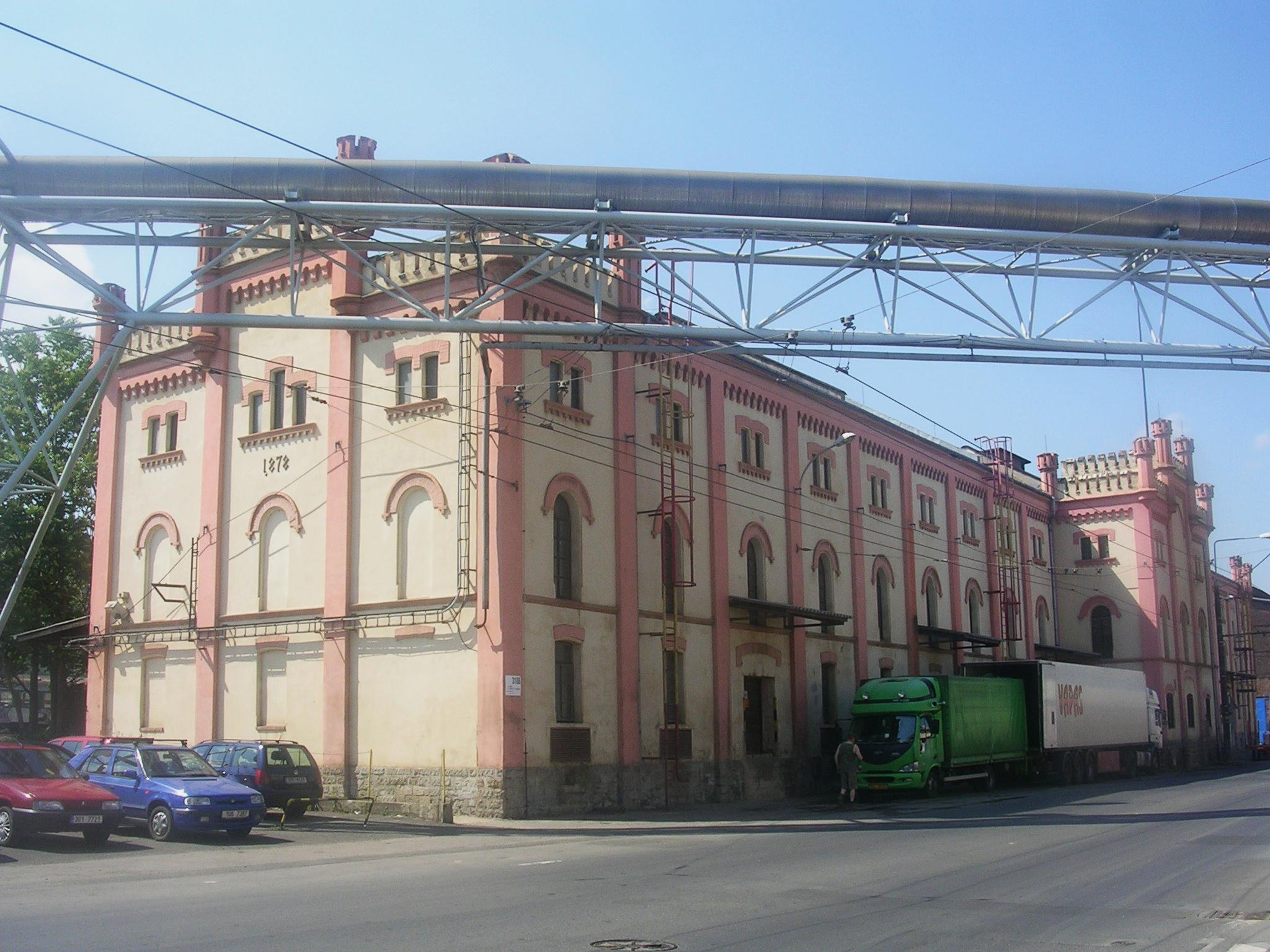
Novogotická budova skladiště chemické továrny

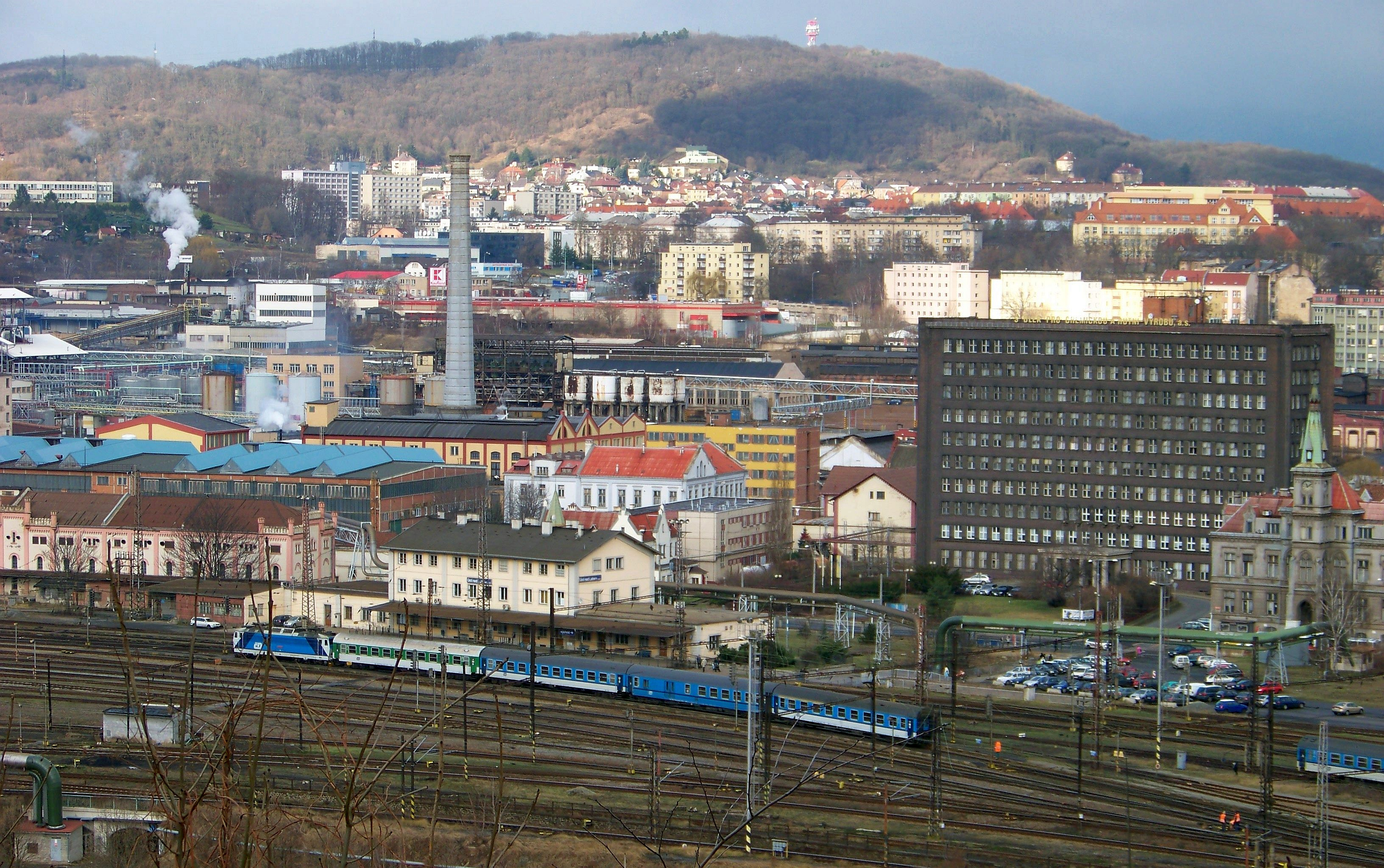
Areál chemičky Spolchemie poblíž centra města

### Průmysl
Bouřlivý rozvoj průmyslu město zažívá v 19. století, mezi prvními je založena v roce 1820 konzervárna. Roku 1841, zde postavil Adolf Bähr z Pirny továrnu na dekorativní keramiku, která později proslula pod jménem jeho zetě Johanna Maresche, výrobce světoznámých zahradních trpaslíků. Za autora průmyslové revoluce ve městě bývá považován Carl Georg Wolfrum ze saského Meerane, kterého město v roce 1843 zlákalo příslibem prosperity. Postavil zde továrnu na barvírnu textilu a uvedl do města první parní stroj. Velký rozmach nastává po roce 1850, kdy byla zavedena železnice a město tak mohlo plně těžit ze své strategické dopravní polohy a blízkých levných zdrojů energie v podobě uhlí. Roku 1856 byl založen Spolek pro chemickou a hutní výrobu, který od počátku patřil k největším podnikům ve městě. Dalším velkým podnikem z této doby jsou Schichtovy závody (pozdější Setuza) na Střekově vyrábějící mýdlo a tuky. Struktura výroby byla pestrá, převažovaly však obory chemie a textilní výroby. Po druhé světové válce se upřednostňoval těžký průmysl zastoupený především chemií (Spolchemie), zpracováním paliv (tlaková plynárna v Úžíně) a strojírenství (Severočeská armaturka, ZPA...). Po Sametové revoluci řada podniků zanikla úplně (tlaková plynárna, panelárna...), případně se postupně rozpadla a v jejich dřívějších areálech začala působit řada menších firem.
Již od začátku měl průmysl výrazný vliv na životní prostředí, především pak v období od 60. let do 80. let 20. století, kdy byla situace nejkritičtější. Od 90. let se životní prostředí i přes zachování některých průmyslových podniků velmi zlepšilo a město za své úsilí o zlepšení životního prostředí získalo v letech 1999, 2000 i 2001 ocenění Evropské komise.
Přes tato ocenění je i nyní patrný laxní přístup městských orgánů k častým haváriím, ke kterým ve zdejší chemické továrně Spolchemie dochází. Během roku 2004 došlo 2× po sobě k únikům nebezpečných chemikálií do ovzduší. Obyvatelstvo bylo informováno se zhruba dvouhodinovým zpožděním. Úsilí některých občanů o přesunutí chemického průmyslu z centra města na průmyslové periferie zatím pokaždé skončilo nezdarem a výhledově nevypadá situace o moc lépe, avšak nebezpečné provozy pomalu z centra mizí, aby byly nahrazovány moderními a bezpečnými technologiemi. To se projevuje například i nynější čistotou řeky Bíliny, která ještě donedávna sloužila k rozřeďování nebezpečných chemických odpadů, jež Spolchemie produkovala.
V roce 2012 se skládala výroba v Ústí nad Labem především z chemického, potravinářského, strojírenského a elektrotechnického průmyslu. Výroba zůstává většinou v místě původních větších podniků (areál Tonaso v Neštěmicích, Glencore vyrábějící oleje a další v areálu Setuzy na Střekově...), původních průmyslových zón (Předlice, Krásné Březno...) či v nově vzniklé průmyslové zóně na kraji Předlic poblíž dálnice D8. Významným zůstává Spolek pro chemickou a hutní výrobu. 

### Služby
Ústí je přirozeným centrem služeb svého a okolních okresů. Nachází se zde řada poboček nebo sídel velkých firem či státních institucí a úřadů působících v kraji (CPI byty, Centropol, Česká národní banka, Krajský úřad Ústeckého kraje, Finanční úřad... ), bank, hotelů, supermarketů a dalších. Služby jsou soustředěny v centru města, především pak kolem Mírového náměstí a přilehlých ulic, dále pak na krajích města v obchodních zónách (Všebořice, Trmice). Nachází se zde obchodní centra Fórum a Sever, dále obchodní dům Labe. Obchodní třídou je Masarykova ulice vedoucí z centra až na samý kraj města. Další menší centra služeb má každý městský obvod často kolem supermarketů. 

### Věda a výzkum
Vědu a výzkum ve městě zastupuje především Univerzita Jana Evangelisty Purkyně, dále pak Výzkumný ústav anorganické chemie ve staré správní budově Spolchemie a menší pracoviště v rámci jednotlivých podniků. Na předměstí v Libouchci také vznikl projekt technologického parku s inovačním centrem. Ten se však v roce 2017 nacházel v druhé insolvenci a celý projekt byl na pokraji krachu.

## Doprava

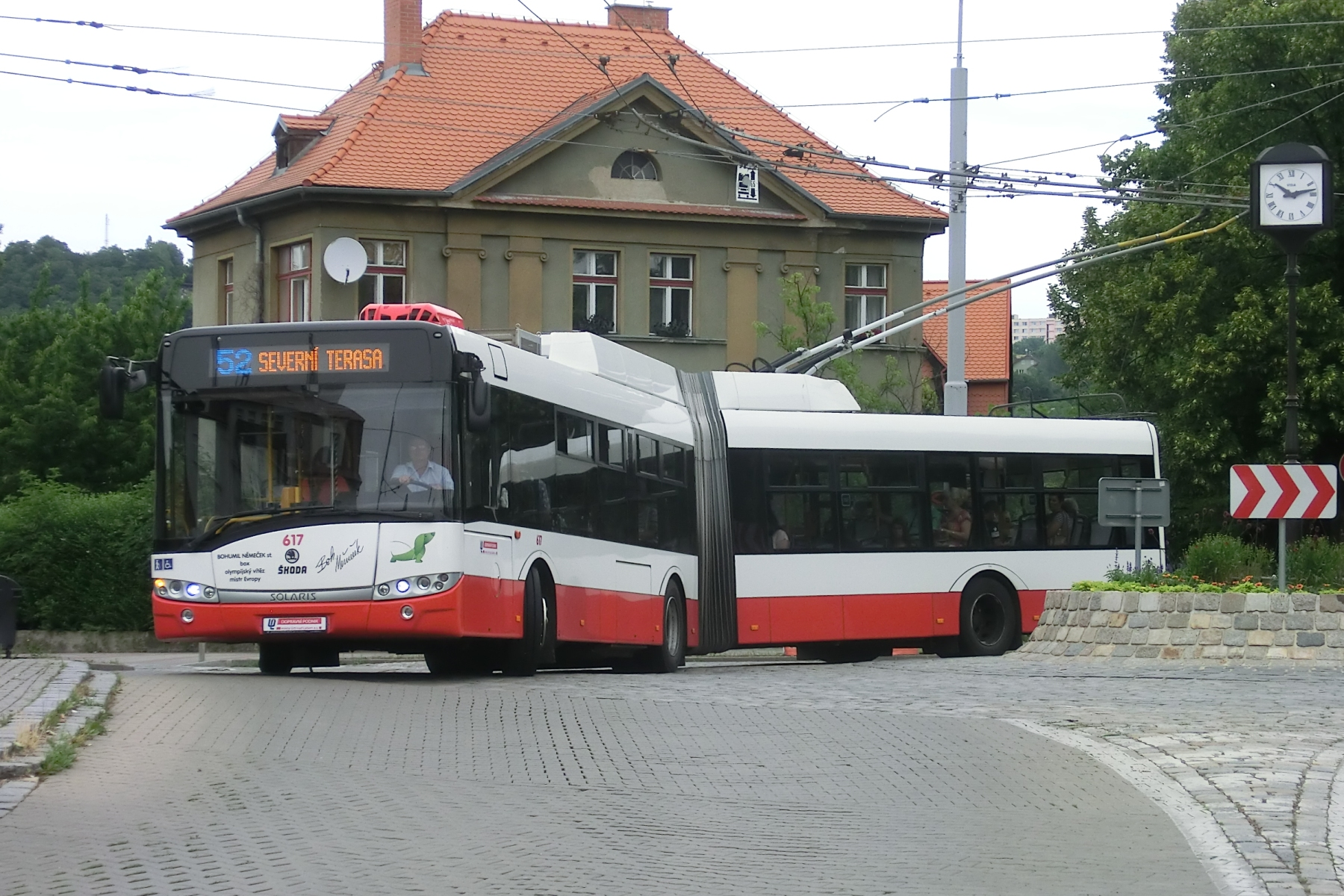
Trolejbusová doprava v Ústí nad Labem je v provozu od roku 1988

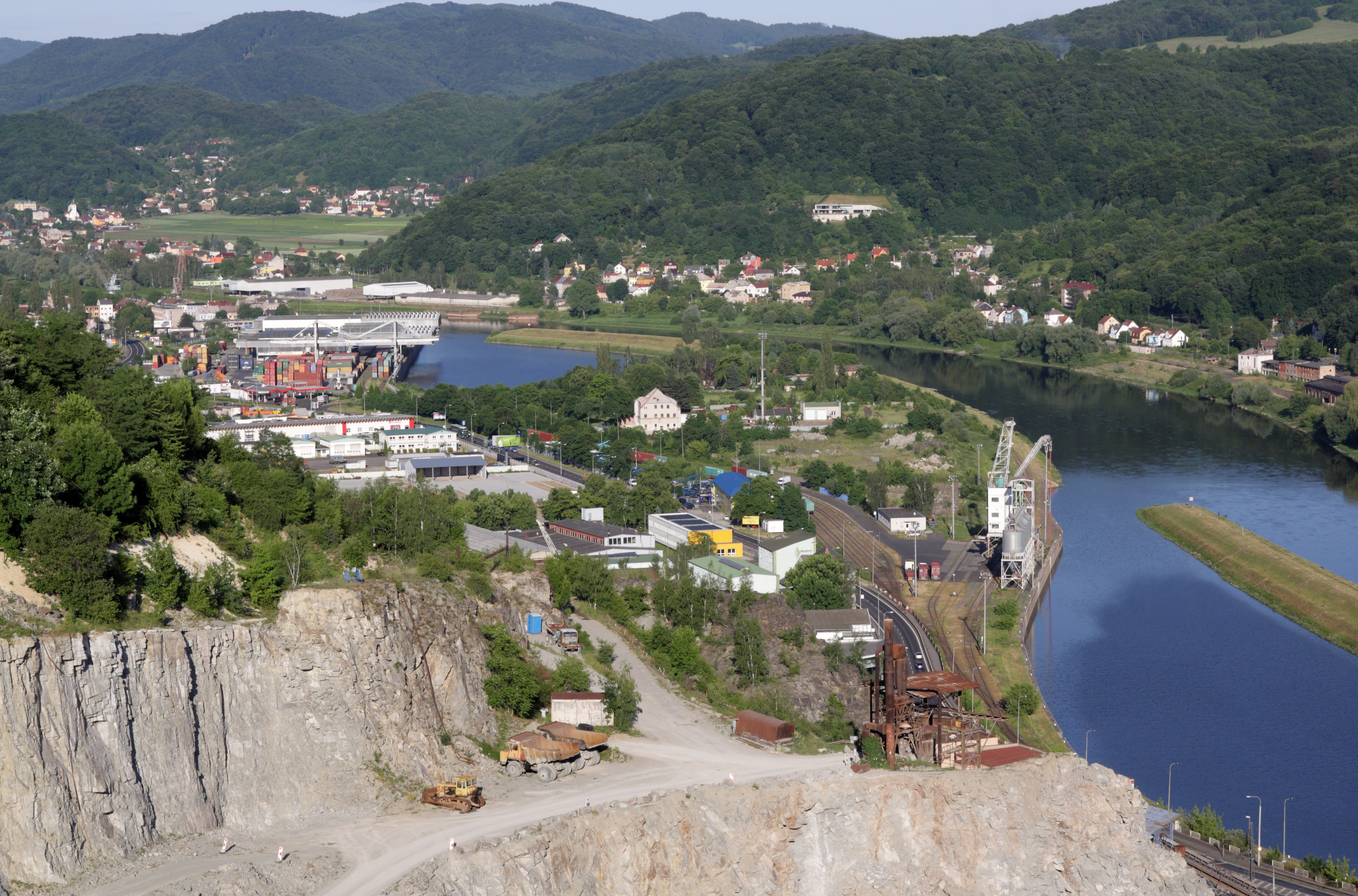
západní a východní přístav v části Krásné Březno, pohled z Mariánského vrchu

- Městská hromadná doprava: Město používá autobusovou a trolejbusovou dopravu. Trolejbusové linky mají vyhrazenou číselnou řadou od 51 do 62. Městské autobusové linky obsluhují i města Trmice a Chlumec a obce Přestanov a Dolní Zálezly. Některé z těchto měst a obcí se v 90. letech od Ústí odtrhly. V minulosti byly v provozu i tramvajové linky.
- Silniční doprava: Město je napojeno na mezinárodní silnici E 442 (Liberec, Děčín, Ústí, Teplice, Most, Chomutov, Karlovy Vary) a silnice první třídy (I/8, I/30, I/13). Dále je přímo napojeno na dálnici D8 (Berlín–Praha), která prochází západním okrajem města. Od dokončení posledního úseku této dálnice (Lovosice - Řehlovice) v prosinci 2016 není nutný tranzit dálkové dopravy do Německa přes Ústí nad Labem.
- Železniční doprava: Ústí je důležitým železničním uzlem se čtyřmi nádražími (Ústí nad Labem hlavní nádraží, Ústí nad Labem západ, Ústí nad Labem sever a Ústí nad Labem-Střekov). Do Ústí je zaústěno pět železničních tratí; českým unikátem je, že všechny tyto tratě jsou dvoukolejné a elektrifikované:
  - Železniční trať Lysá nad Labem – Ústí nad Labem
  - Železniční trať Ústí nad Labem – Velké Březno – Děčín
  - Železniční trať Praha–Děčín
  - Železniční trať Ústí nad Labem – Chomutov
  - Železniční trať Ústí nad Labem – Úpořiny – Bílina

Mezinárodním tahem je železniční trať Praha–Děčín – I. tranzitní železniční koridor státní hranice–Děčín–Ústí nad Labem–Praha–Břeclav–státní hranice, který je součástí IV. transevropského multimodálního koridoru. Jsou po něm vedeny mezinárodní spoje EuroCity Hamburk–Berlín–Praha–Budapešť.
V budoucnu je plánována výstavba vysokorychlostní železniční trati spojující Drážďany s Prahou s pravděpodobnou stanicí v místě dnešního západního nádraží, která by měla podstatně urychlit dopravou do obou zmíněných měst.
- Vodní doprava: Labská vodní cesta je spojnicí se sítí západoevropských vodních cest, umožňujících přístup do Německa, států Beneluxu, severní Francie a do významných přímořských přístavů. Labská vodní cesta je součástí IV. transevropského multimodálního koridoru. Nákladní lodní doprava a rekreační osobní doprava jsou provozované na labské vodní cestě v úseku Pardubice–Chvaletice–Ústí nad Labem–Hřensko–Hamburk.

## Společnost

### Školství

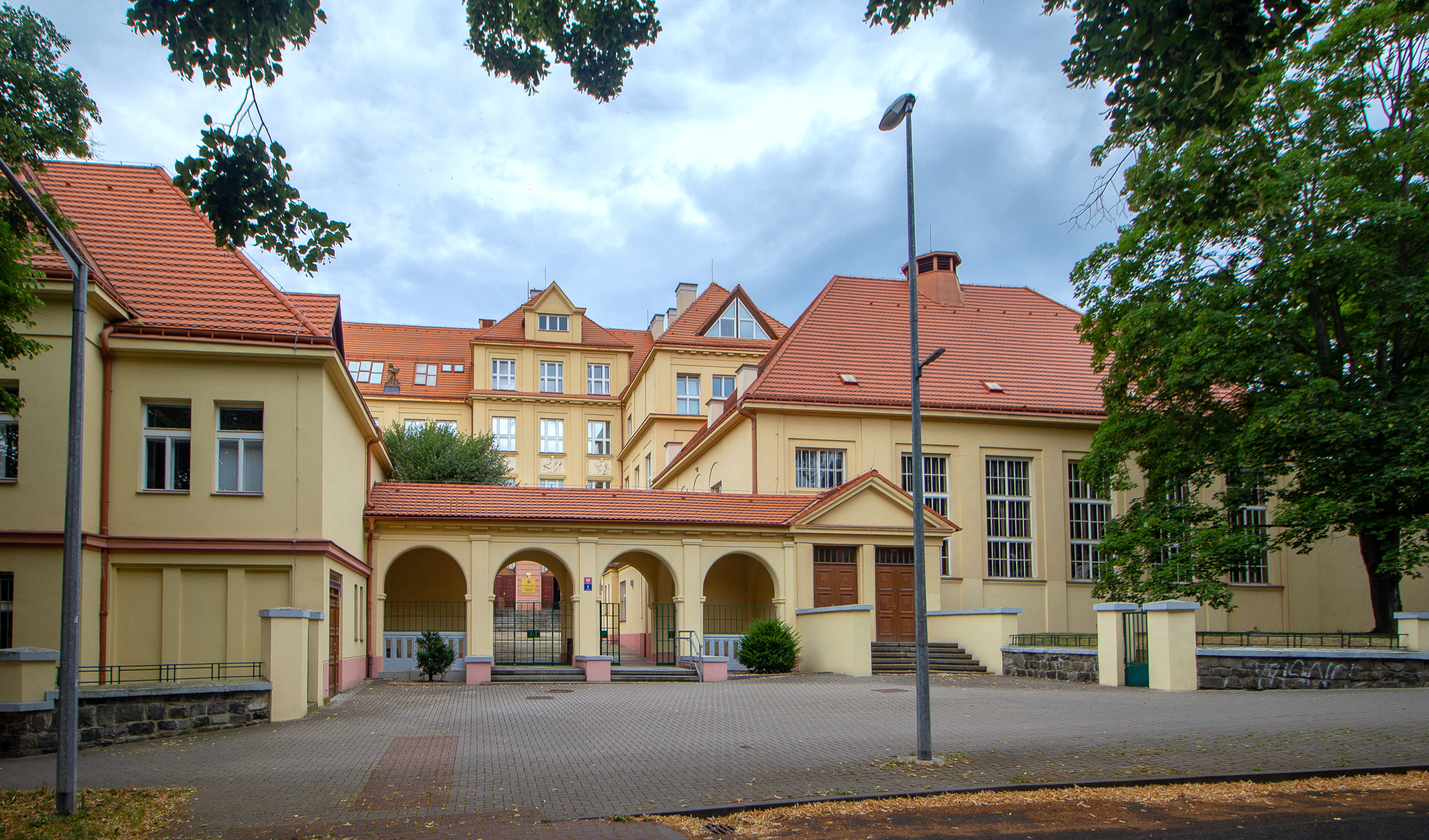
Původně České státní reálné gymnázium navržené architektem Zdeňkem Pštrossem, dnes budova pedagogické a přírodovědecké fakulty UJEP.

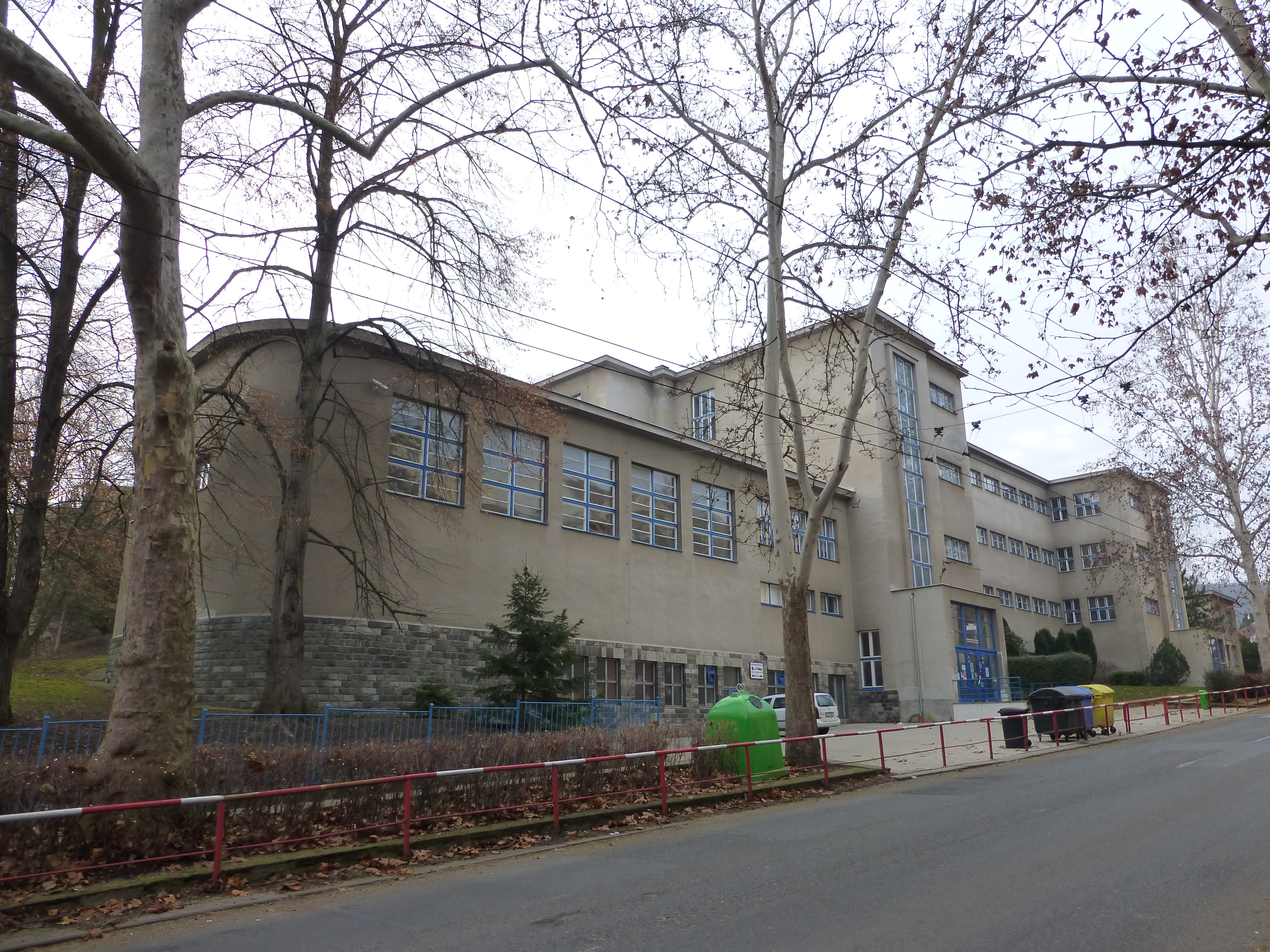
Základní škola navržená architektem Josefem Gočárem

Na území města Ústí nad Labem se nachází celkem 22 základních škol. Mezi zdejší střední školy patří:
- Gymnázium a Střední odborná škola dr. Václava Šmejkala, Ústí nad Labem, Stavbařů 5, příspěvková organizace
- Gymnázium Jateční, Jateční 22, příspěvková organizace
- Střední průmyslová škola stavební a Střední odborná škola stavební a technická, Páteřní škola Ústeckého kraje, Ústí nad Labem, Čelakovského 5, příspěvková organizace
- Obchodní akademie a jazyková škola s právem státní jazykové zkoušky, Ústí nad Labem, příspěvková organizace
- Obchodní akademie, Ústí nad Labem, Národního odboje 17, příspěvková organizace – k 1. 9. 2011 došlo ke sloučení obou OA, nástupnickou organizací se stala OA a JŠ s právem SJZ, Ústí nad Labem, p. o. se sídlem v Pařížské ulici 15
- Soukromá obchodní akademie BSL s.r.o.
- Soukromé střední odborné učiliště Industria II s.r.o.
- Střední průmyslová škola, Ústí nad Labem, Resslova 5, příspěvková organizace
- Střední škola obchodu a služeb s.r.o.
- Střední škola obchodu a služeb, Ústí nad Labem, Keplerova 7, příspěvková organizace
- Střední škola technická, Ústí nad Labem, U Panského dvora 1006, příspěvková organizace
- Vyšší odborná škola zdravotnická a Střední škola zdravotnická, Ústí nad Labem, Palachova 35, příspěvková organizace

#### Univerzita Jana Evangelisty Purkyně
Historie univerzity byla započata v roce 1954, kdy byla založena Vyšší pedagogická škola, z níž se v roce 1959 stal Pedagogický institut. Následně byla v roce 1964 založena Pedagogická fakulta v Ústí nad Labem. V roce 1991 byla v Ústí nad Labem zřízena Univerzita Jana Evangelisty Purkyně, kterou tvoří osm fakult; konkrétně: Fakulta filozofická, Fakulta sociálně ekonomická, Fakulta umění a designu, Pedagogická fakulta, Přírodovědecká fakulta, Fakulta životního prostředí, Fakulta výrobních technologií a managementu a Fakulta zdravotnických studií.

### Živá kultura

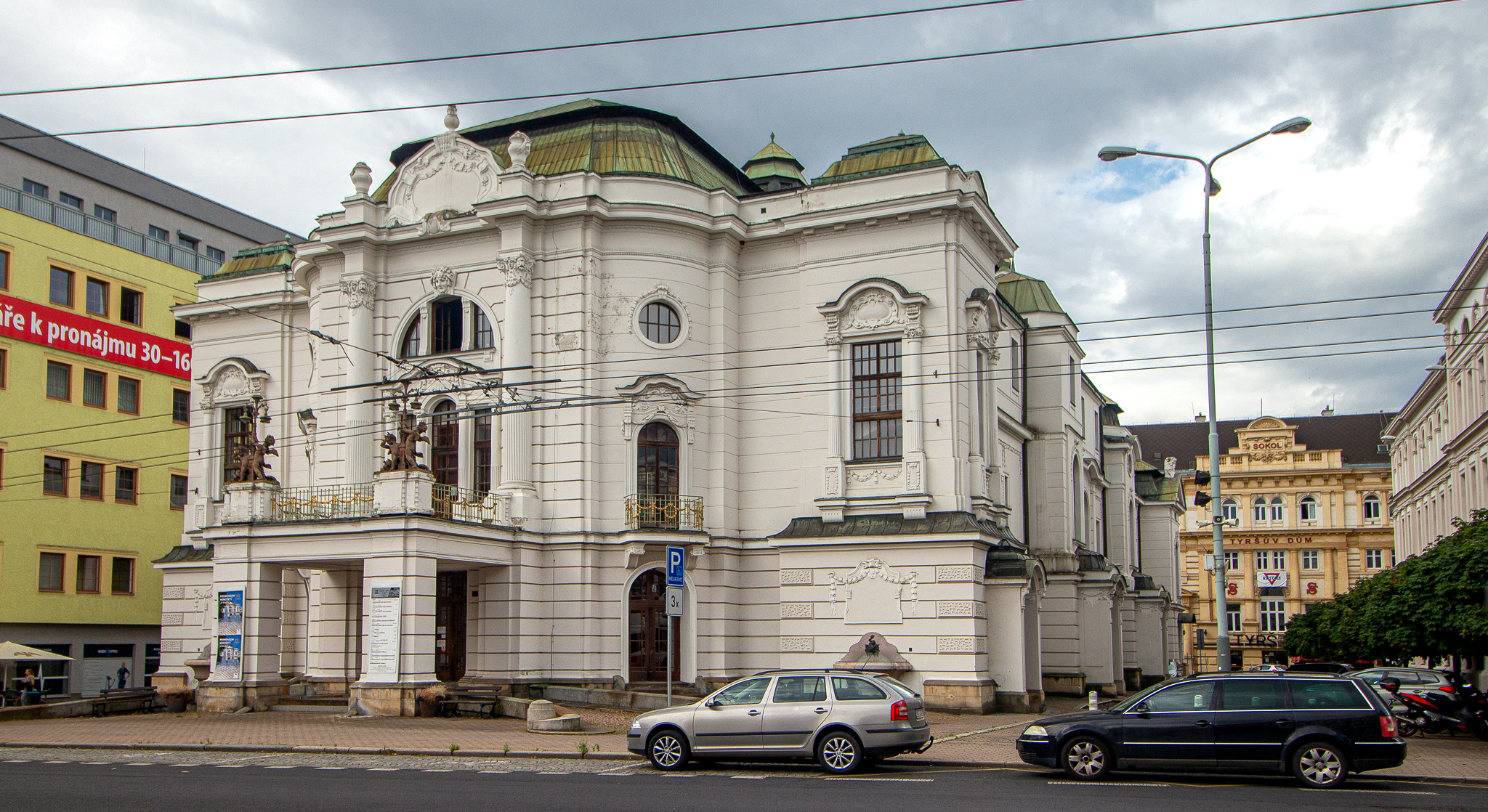
Severočeské divadlo opery a baletu

- Divadlo: Ve městě působí tři profesionální divadelní soubory (balet, opera v rámci Severočeského divadla a Činoherní studio), z akcí lze uvést např. divadelní festival Kult.
- Tanec: Pracují zde taneční skupiny (např. Freedom, Marverci, Gebert, Avalanche) a funguje Mezinárodní taneční festival.
- Hudba: Klasickou hudbu zastupuje vedle Severočeského divadla opery a baletu např. Bendův komorní orchestr, několik pěveckých sborů (např. Chorea academica), z akcí Mezinárodní festival sborového zpěvu a soutěž mladých pianistů Virtuosi per musica di pianoforte. Ostatní žánry zejména country & western festival trampské písně trampská Porta. Z Ústí nad Labem pochází též řada hudebních skupin (např. Houpací koně, UDG, Houba, Projevy radosti, Stará škola).
- Výtvarné umění: Současné vizuální umění vystavuje Galerie Emila Filly. Galerie Hraničář se zaměřuje na aktuální socio-kulturní výzvy, které reflektuje půlročními výstavami současného umění s interdisciplinárním programem.
- Film: Amatérské filmy soutěží na festivalu Střekovská kamera.[50]
- Kromě Muzea města Ústí nad Labem zde působí i menší soukromá muzea, např. Muzeum lehkého opevnění vz. 36 Ústí nad Labem - Hostovice. Sídlí zde kulturně-vzdělávací a vědecká obecně prospěšná společnost Collegium Bohemicum.
- Knihovna: ve městě působí Severočeská vědecká knihovna. Vědecká část sídlí v ulici Velká Hradební, lidová část v ulici Winstona Churchilla.

### Sport
V Ústí nad Labem hraje 2. hokejovou ligu České republiky klub HC Slovan Ústí nad Labem. V celé historii ústeckého hokeje hrál tým extraligu jednu jedinou sezonu a to 2007/2008.
Ve třetí lize působí ústecký fotbalový tým FK VIAGEM Ústí nad Labem, známý též pod jménem ARMA, který hrál v roce 1952 a v sezonách 1958/59 a 2010/11 i nejvyšší soutěž.
Nejvyšší soutěž v České republice hrají také ústečtí basketbalisté BK Ústí nad Labem, volejbalisté SK Volejbal Ústí nad Labem, boxeři Kick Box Fox a hokejbalisté Elba DDM Ústí nad Labem. Po roce 1995 zde vzniklo několik registrovaných florbalových klubů. Z USK Slávie Ústí nad Labem, FBC Viktoria Ústí nad Labem a FBC TBC 68 Ústí nad Labem vznikl spojením v roce 2013 jednotný klub Florbal Ústí, který hraje druhou nejvyšší mužskou i ženskou soutěž. Juniorský tým v sezoně 2013/2014 postoupil do soutěže nejvyšší. V roce 2011 zde také vznikl klub amerického fotbalu Ústí nad Labem SC Blades. Z Ústí nad Labem pochází také úspěšný hokejbalový tým Elba DDM Ústí nad Labem.
V roce 2011 byl založen klub amerického fotbalu Ústí nad Labem Blades (břitvy), jenž od roku 2019 hraje nejvyšší soutěž v Česku Snapbacks ligu.

## Pamětihodnosti

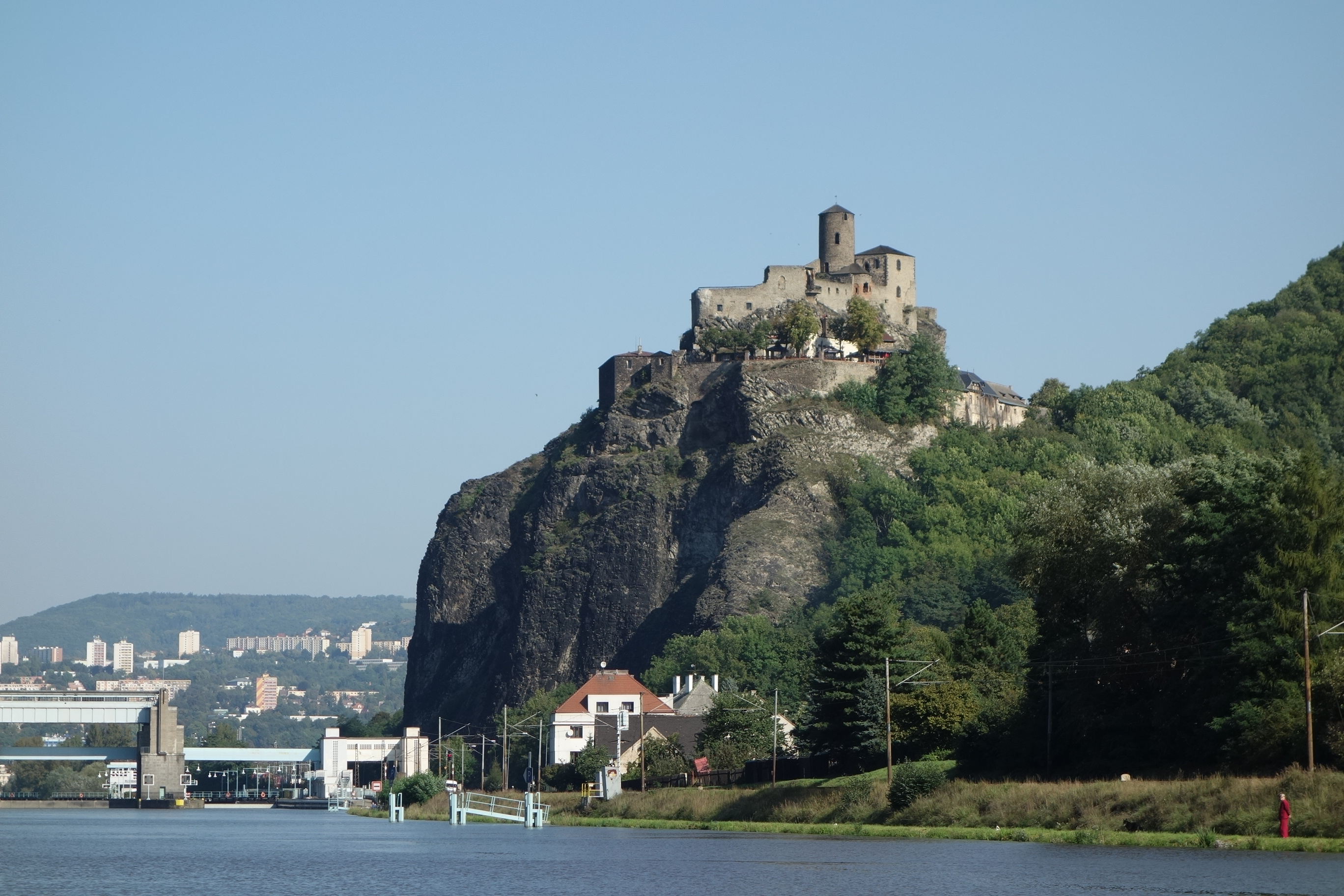
Hrad Střekov

Město Ústí nad Labem bylo těžce postiženo americkými nálety na konci II. světové války a demolicemi v období socialismu. V důsledku toho má zachovány jen zbytky historického jádra. Mezi nejznámější ústecké dominanty patří Josefem Mockerem neogoticky přestavěný kostel Nanebevzetí Panny Marie s šikmou věží, novobarokní budova Severočeského divadla, upravená hradní zřícenina hradu Střekova a výletní restaurace (zámeček) Větruše. Z moderních staveb je třeba zmínit Mariánský most přes řeku Labe. Pokud jde o architektonickou hodnotu, za nejvýznamnější ústeckou stavbu lze považovat Menšinovou základní školu navrženou Josefem Gočárem.
Město má rovněž vlastní zoologickou zahradu, založenou roku 1908. V roce 1908 pan Heinrich Lumpe odkoupil od obce Ústí nad Labem na místě bývalé cihelny na svahu Mariánské skály pozemky, o kterých věděl, že jsou místem častého výskytu drobného ptactva a založil zde soukromou přírodní ptačí rezervaci známou pod názvem Lumpepark. Inspirací k založení přírodního parku pro něj byla mimo jiné činnost amerického průmyslníka Henryho Forda z Detroitu, o kterém četl ve Vídeňských listech jako o nadšeném milovníku přírody. Na tomto místě je dnešní Zoologická zahrada Ústí nad Labem.

## Osobnosti

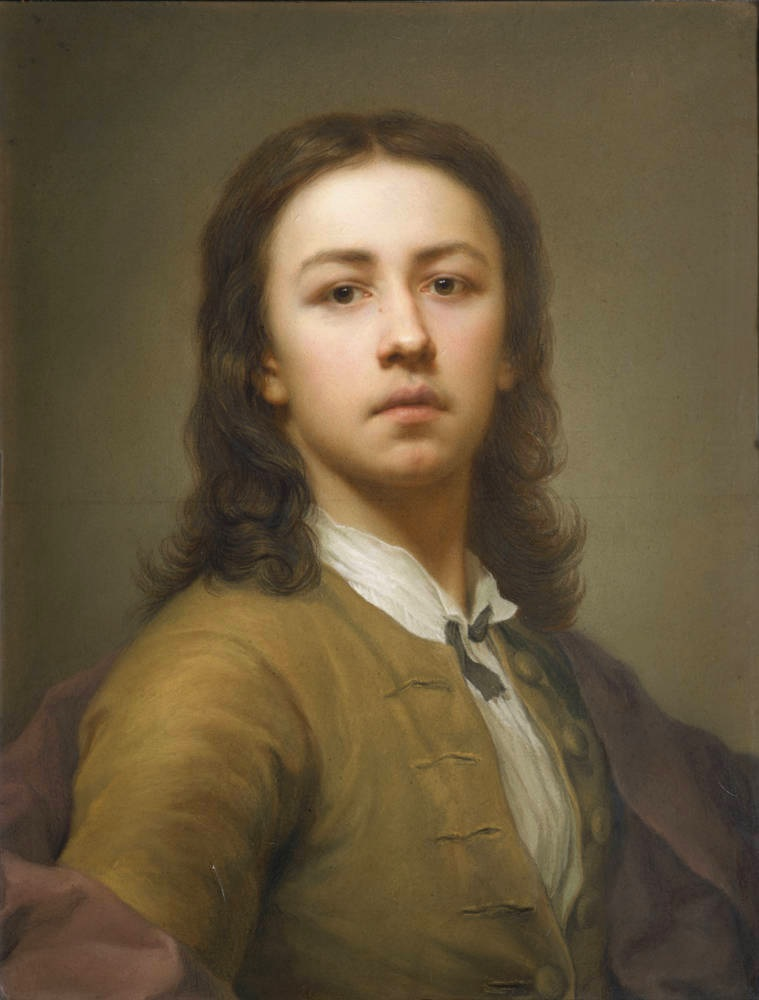
Malíř Anton Raphael Mengs se narodil v Ústí n. L. z důvodu utajení jeho židovského původu

### Rodáci
- Theresa Concordia Mengsová (1725–1806), malířka
- Anton Raphael Mengs (1728–1779), malíř a sochař
- Emmy Freundlich (1878–1948), politička
- Antonie Menčlová (1887–1955), pedagožka a spisovatelka
- Hans Weinmann (1885–1960), obchodník a podnikatel
- Franz Josef Arnold (1888–1962), architekt
- Ernest Neuschul (1895–1968), malíř
- Rudolf Sieber (1897–1976), filmový producent, manžel herečky Marlene Dietrich
- Anton Bruder (1898–1983), grafik a malíř
- Otto Král (1904–1943), sokolský pracovník, skaut, odbojář
- Martin Glaessner (1906–1989), australský profesor, geolog a paleontolog
- Otto Hanzlíček (1911–1940), stíhač 312. československé stíhací perutě RAF
- Lilli Hornigová (1921–2017), vědkyně
- Heinz Edelmann (1934–2009), grafik a ilustrátor
- Luděk Bukač (1935–2019), hokejista, hokejový trenér
- Ulrike Patzelt (1944–2005), letuška
- Ivan Dejmal (1946–2008), ekolog
- Regina Rázlová (* 1947), herečka
- Bohunka Waageová (* 1948), malířka a grafička
- Josef Carda (* 1956), herec
- Petr Berounský (1956–2023), fotograf
- Ivona Březinová (* 1964), prozaička
- Jiří Černický (* 1966), vizuální umělec
- Václav Fořtík (* 1970), politický aktivista, editor
- Jan Čaloun (* 1972), hokejista
- Marek Taclík (* 1973), herec
- Roman Zach (* 1973), herec
- Radek Zima (* 1973), herec
- Jiří Sebastian Voborský (* 1974), tanečník a choreograf
- Milan Hejduk (* 1976), hokejista
- Petr Vondráček (* 1976), herec
- Jiří Jarošík (* 1977), fotbalista
- Zuzana Bergrová (* 1984), atletka, olympionička
- Michal Neuvirth (* 1988), hokejista

### Obyvatelé
- Eduard Jakob Weinmann (1852–1928), obchodník, podnikatel a mecenáš
- Ignaz Petschek (1857–1934), uhlobaron a mecenáš
- Leopold Pölzl (1879–1944), starosta města, významný komunální politik, antifašista
- Viktor Ullmann (1898–1944), hudební skladatel, dirigent a klavírista
- Jaroslav Foglar (1907–1999), spisovatel a nejznámější český skaut
- Alfréd Piffl (1907–1972), architekt a historik, zachránce Bratislavského hradu
- Ota Dub (1909–1987), lékař a spisovatel
- Václav Sedláček (1917–1939), pekař, spolu s Janem Opletalem oběť demonstrace z 28. října 1939
- Stanislav Hejduček (1919–2004), operní zpěvák
- Jaroslav Brodský (1920–1981), zakladatel K 231
- Helena Borská (1928–2004), amatérská historička
- Vladimír Páral (* 1932), spisovatel
- Jaroslav Velinský (1932–2012), spisovatel a trampský písničkář
- Miroslav Houra (1933–2006), malíř a grafik
- Petr Vopěnka (1935–2015), matematik, ministr školství
- Ludmila Škorpilová (1936–2016), operní pěvkyně
- Bohumil Němeček (1938–2010), olympijský vítěz v boxu
- Václav Neckář (* 1943), zpěvák
- Václav Dušek (* 1944), prozaik
- Jiří Švejda (* 1949), prozaik a scenárista
- Daniel Fajfr (* 1952), kazatel
- Jaroslav Achab Haidler (* 1958), herec, politik
- Petr Gandalovič (* 1964), politik, diplomat
- Lukáš Konečný (* 1978), boxer
- Robin Zoot (* 1991), rapper
- Vojtěch Fišar (Agraelus) (* 1996), streamer

Po určitou dobu svého života ve městě též žili herci působící ve zdejším Činoherním studiu. Patřili mezi ně Jiří Bartoška, Jiří Císler, Josef Dvořák, Karel Heřmánek, Jan Hrušínský, Ivana Chýlková, Uršula Kluková, Vladimír Kratina, Josef Alois Náhlovský, Pavel Rímský, Karolina Slunéčková, Leoš Suchařípa, Miluše Šplechtová či Ondřej Vetchý.

## Partnerská města
- Halton, Spojené království
- Saská Kamenice, Německo

Do roku 2022 byl partnerským městem i ruský Vladimir, smlouva byla vypovězena v důsledku útoku Ruska na Ukrajinu.